# Cypraeidae
Le Cipreidi (Cypraeidae Rafinesque, 1815) sono una famiglia di molluschi gasteropodi marini della sottoclasse Caenogastropoda che conta circa 200 specie viventi, distribuite in tutti i mari tropicali del globo.

## Descrizione
Caratteristica piuttosto evidente di questi molluschi è la conchiglia, globosa, lucida e porcellanacea, con apertura denticolata che si diparte longitudinalmente, alla base. La peculiare lucidità della conchiglia è dovuta al fatto che quando l'animale è attivo, questa è ricoperta da un sottile strato epiteliale (mantello) che la preserva dagli attacchi incrostanti.

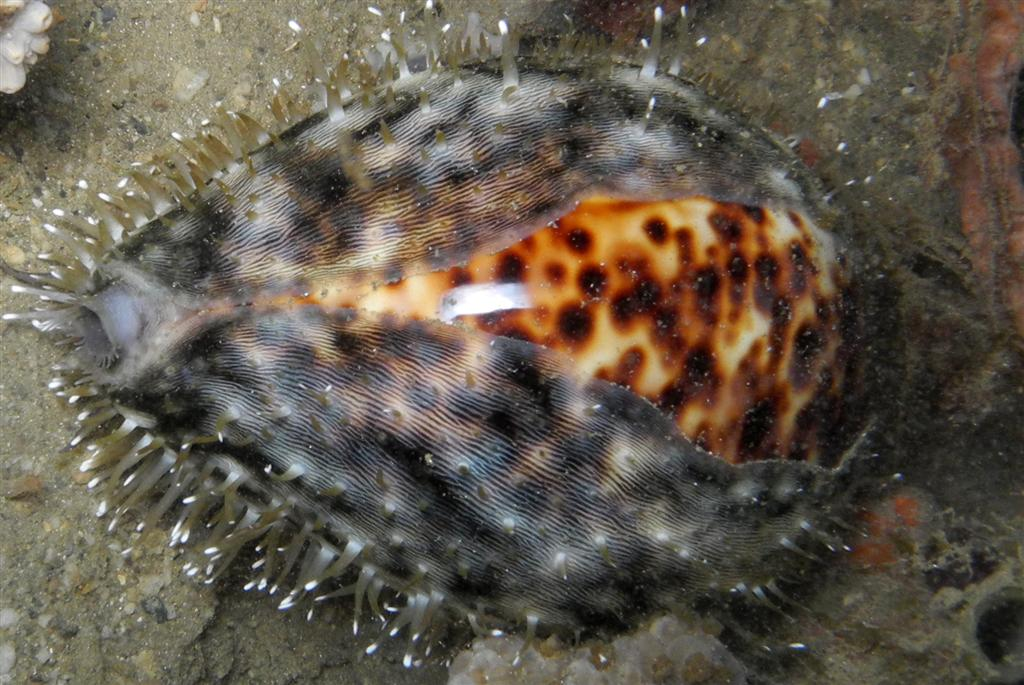
Esemplare con il mantello parzialmente estroflesso.

L'ampio mantello, quando è completamente estroflesso, avvolge con i suoi lobi laterali la conchiglia e secerne da apposite ghiandole le sostanze carbonatiche che costruiscono la conchiglia stessa. Presenta in alcuni casi colore diverso del piede e caratteristiche ornamentazioni di vario genere (papille), ridotte a semplici protuberanze o aventi spesso fogge vistose e colori vivaci.
La crescita della conchiglia avviene attraverso fasi distinte: fase oliviforme, con labbro tagliente e nicchio allungato, simile per convergenza a quello delle specie di Oliva (famiglia Olividae), quindi la fase bulliforme, più inflata e simile per convergenza a quella dei bullidi, con protoconca già occultata dall'ultimo grande giro di spira. In seguito al ripiegamento brusco del labbro a costituire la base labiale, la conchiglia prelude già alla forma definitiva, anche se con denticoli embrionali e colorazione dorsale sfocata. Con l'accentuarsi dei denti e con la comparsa del disegno definitivo (sovente con macchie e punti) siamo alla fase adulta, con base ispessita e dentatura perfettamente formata.
La radula dei cipreidi appartiene al tipo tenioglosso, costituita da un dente centrale (dente rachidiale), con un dente laterale e due denti marginali per lato (formula radulare= 2+1+1+1+2). I denti sono costituiti prevalentemente da chitina ed altre proteine.

## Biologia
Tutte le specie sono a sessi separati e depongono numerose uova in anfratti come gusci di conchiglie vuote o sassi capovolti. La femmina staziona sulle uova per lungo tempo, ricoprendole con il piede per proteggerle. Dopo la schiusa, si sviluppa una larva planctonica (veliger) che si lascia trasportare dalla corrente. La durata del veliger può variare da una specie all'altra. Quelle che hanno stadio larvale prolungato hanno ampie distribuzioni geografiche e limitata variabilità morfologica da un luogo all'altro (come Monetaria caputserpentis o Mauritia arabica). Alcuni generi (Zoila, Umbilia, Cypraeovula, Notocypraea) mancano di stadio larvale e lo sviluppo è diretto, mostrando di conseguenza una maggiore attitudine a dare luogo a varianti localizzate.
Le abitudini alimentari spaziano dal regime prettamente spongivoro del genere Zoila o della mediterranea Luria lurida, ad una dieta mista di alghe, antozoi, ecc. Il nutrimento viene asportato dal substrato per mezzo della radula, struttura comune a tutti i gasteropodi.

## Distribuzione e habitat
Habitat elettivo è la costa rocciosa o corallina, ricca di anfratti, spugne, alghe ed incrostazioni, nonché molti nascondigli utili a questi animali tipicamente notturni o crepuscolari. È nota qualche specie che usa frequentare, comunque non stabilmente, habitat sabbiosi o fangosi. La maggior parte delle specie vive entro i primi 20 metri dalla superficie, con alcune eccezioni che possono arrivare anche a 500 metri di profondità.

## Tassonomia
La famiglia Cypraeidae è una grande famiglia di gasteropodi che comprende circa 200 specie in oltre 70 generi. Nella tassonomia più recente la famiglia comprende 7 sottofamiglie di cui una estinta e un certo numero di generi non assegnati a nessuna sottofamiglia:

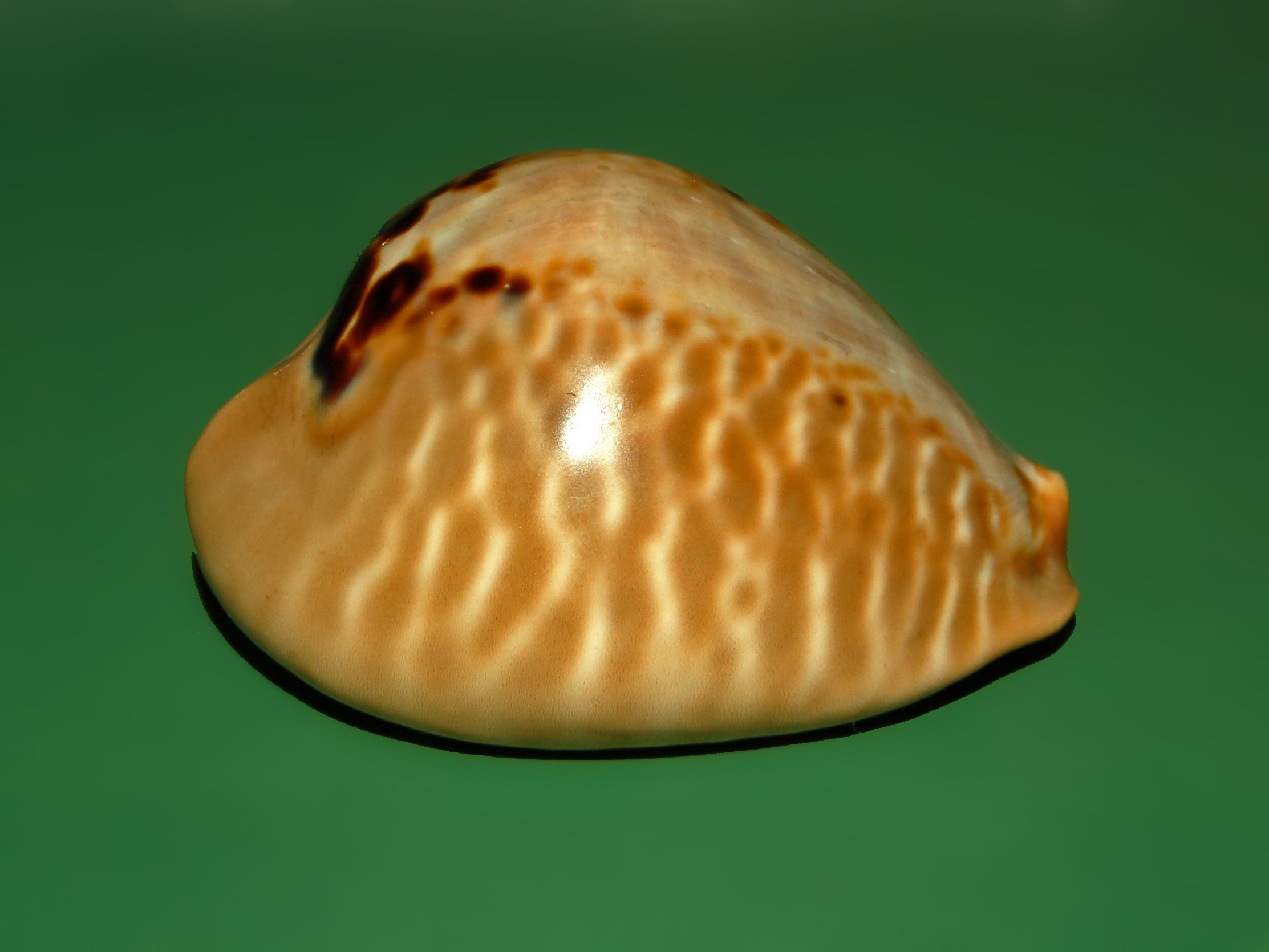
Muracypraea mus

- Sottofamiglia Cypraeinae Rafinesque, 1815
  - Genere Cypraea Linnaeus, 1758
  - Genere † Cypraeorbis Conrad, 1865
  - Genere Muracypraea Woodring, 1957
  - Genere † Pahayokea Petuch, 2003
  - Genere † Siphocypraea Heilprin, 1886

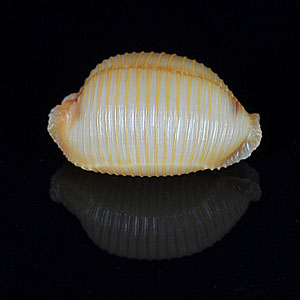
Ipsa childreni

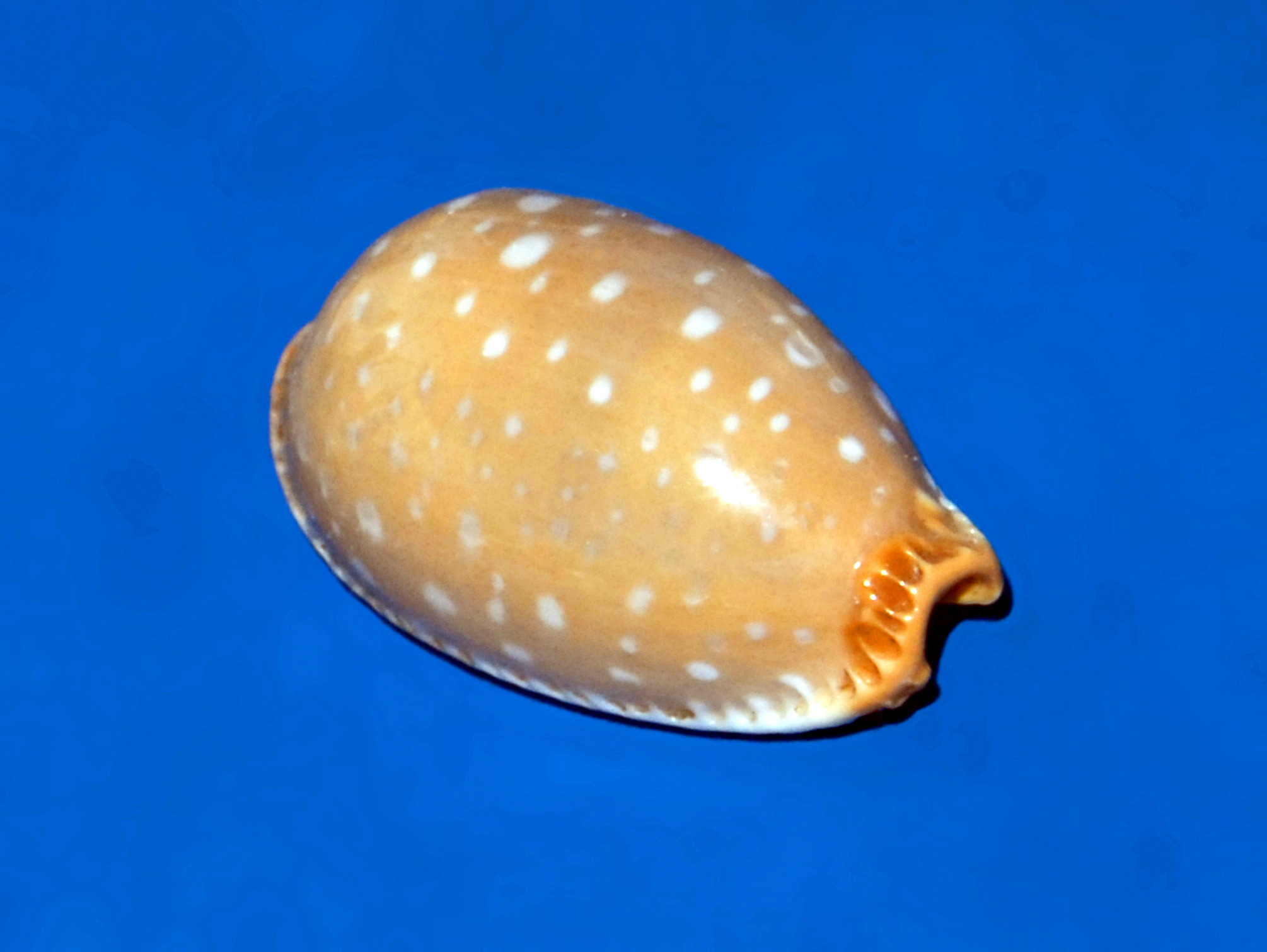
Staphylaea limacina

- Sottofamiglia Erosariinae Schilder, 1924
  - Genere Cryptocypraea Meyer, 2003
  - Genere Ipsa Jousseaume, 1884
  - Genere † Maestratia Dolin & Aguerre, 2019
  - Genere Monetaria Troschel, 1863
  - Genere Naria Gray, 1837
  - Genere Nesiocypraea Azuma & Kurohara, 1967
  - Genere Nucleolaria Oyama, 1959
  - Genere † Palaeocypraea Schilder, 1928
  - Genere Perisserosa Iredale, 1930
  - Genere † Praerosaria Dolin & Lozouet, 2004
  - Genere Propustularia Schilder, 1927
  - Genere Staphylaea Jousseaume, 1884
  - Genere † Subepona Dolin & Lozouet, 2004

- Sottofamiglia Erroneinae Schilder, 1927
  - Genere Bistolida Cossmann, 1920
  - Genere Erronea Troschel, 1863
  - Genere † Romanekia Dolin & Aguerre, 2019

- Sottofamiglia  † Gisortiinae Schilder, 1927
  - Genere † Afrocypraea F. A. Schilder, 1932
  - Genere † Archicypraea F. A. Schilder, 1926
  - Genere † Bernaya Jousseaume, 1884
  - Genere † Garviea Dolin & Dockery, 2018
  - Genere † Gisortia Jousseaume, 1884
  - Genere † Mandolina Jousseaume, 1884
  - Genere † Protocypraea Schilder, 1927
  - Genere † Semicypraea Schilder, 1936
  - Genere † Vicetia Fabiani, 1905

- Sottofamiglia Luriinae Schilder, 1932
  - Genere Austrocypraea Cossmann, 1903
  - Genere Luria Jousseaume, 1884
  - Genere Talparia Troschel, 1863

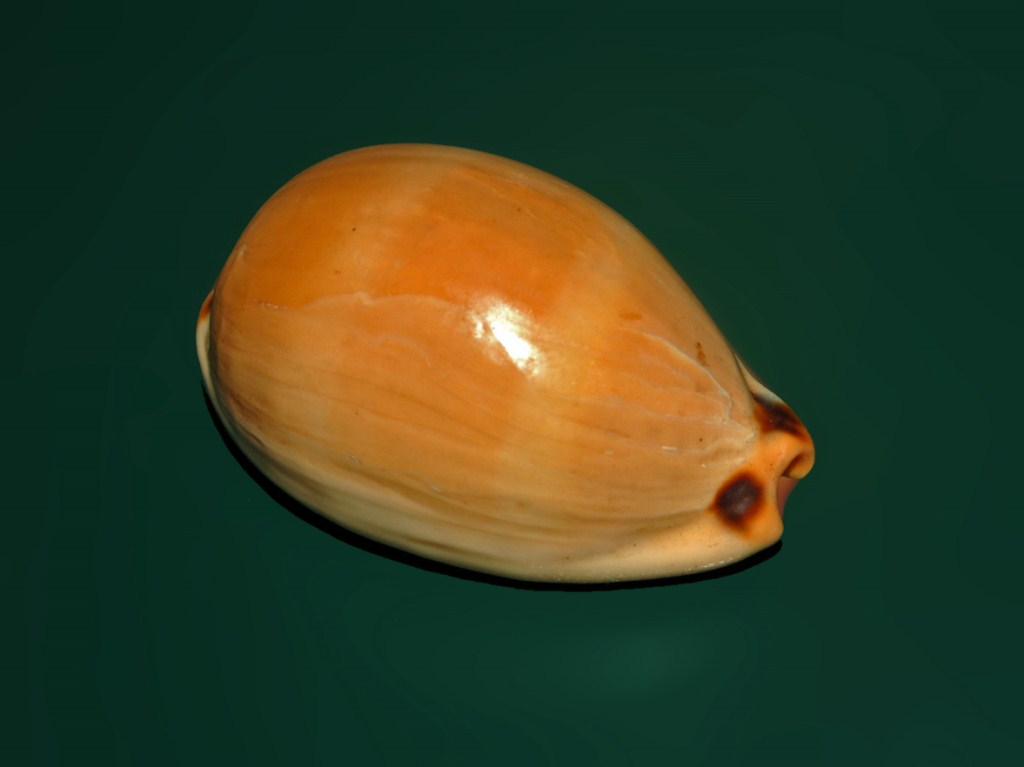
Luria lurida

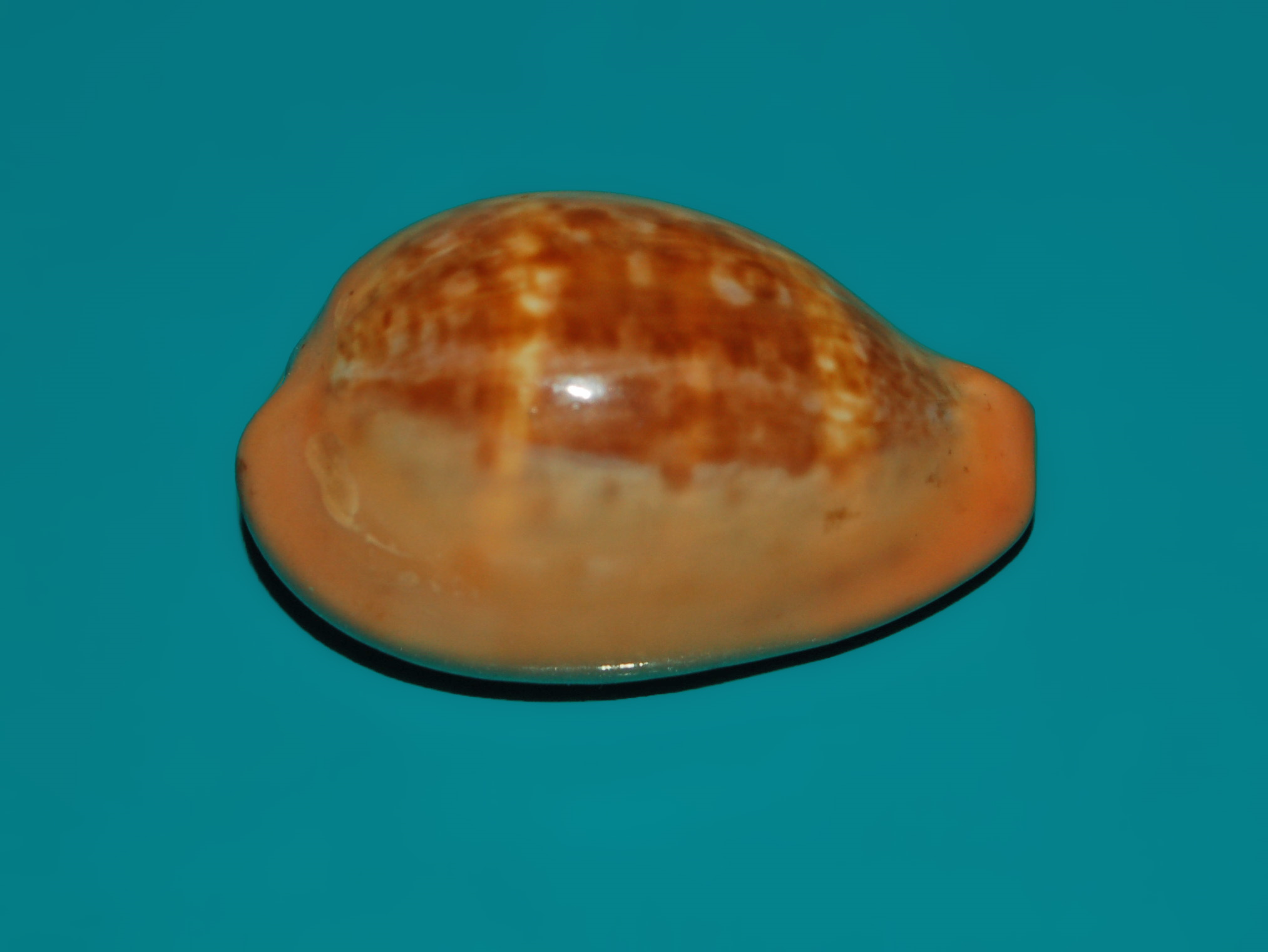
Zonaria pyrum

- Sottofamiglia Pustulariinae Gill, 1871
  - Genere Cypraeovula Gray, 1824
  - Genere † Ponticypraea Fehse, Lorenz, Hawke & Kovacs, 2019
  - Genere Neobernaya Schilder, 1927
  - Genere Pseudozonaria Schilder, 1929
  - Genere Pustularia Swainson, 1840
  - Genere † Prozonarina Schilder, 1941
  - Genere Zonaria Jousseaume, 1884

- Sottofamiglia Umbiliinae Schilder, 1932
  - Genere Gigantocypraea Schilder, 1927 †
  - Genere Umbilia Jousseaume, 1884

- sottofamiglia incertae sedis
  - Genere † Akleistostoma J. Gardner, 1948
  - Genere Annepona Iredale, 1935
  - Genere Arestorides Iredale, 1930
  - Genere Austrasiatica Lorenz, 1989
  - Genere Barycypraea Schilder, 1927
  - Genere Blasicrura Iredale, 1930
  - Genere Callistocypraea Schilder, 1927
  - Genere Chelycypraea Schilder, 1927
  - Genere Contradusta Meyer, 2003
  - Genere Cribrarula Strand, 1929
  - Genere † Cyproglobina de Gregorio, 1880
  - Genere Eclogavena Iredale, 1930
  - Genere Ficadusta Habe & Kosuge, 1966
  - Genere Hiraseadusta Shikama, 1971
  - Genere † Jousseaumia Sacco, 1894
  - Genere Leporicypraea Iredale, 1930
  - Genere † Loxacypraea Petuch, 2004 ]
  - Genere Lyncina Troschel, 1863
  - Genere Macrocypraea Schilder, 1930
  - Genere Mauritia Troschel, 1863
  - Genere Melicerona Iredale, 1930
  - Genere Notadusta Schilder, 1935
  - Genere Notocypraea Schilder, 1927
  - Genere Ovatipsa Iredale, 1931
  - Genere Palmadusta Iredale, 1930
  - Genere Palmulacypraea Meyer, 2003
  - Genere Paradusta Lorenz, 2017
  - Genere † Proadusta Sacco, 1894
  - Genere Purpuradusta Schilder, 1939
  - Genere Ransoniella Dolin & Lozouet, 2005
  - Genere Raybaudia Lorenz, 2017

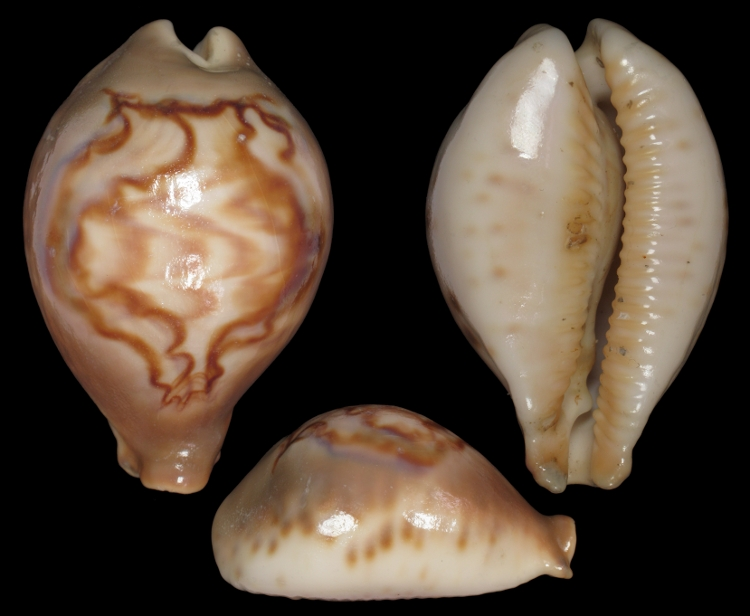
Barycypraea fultoni

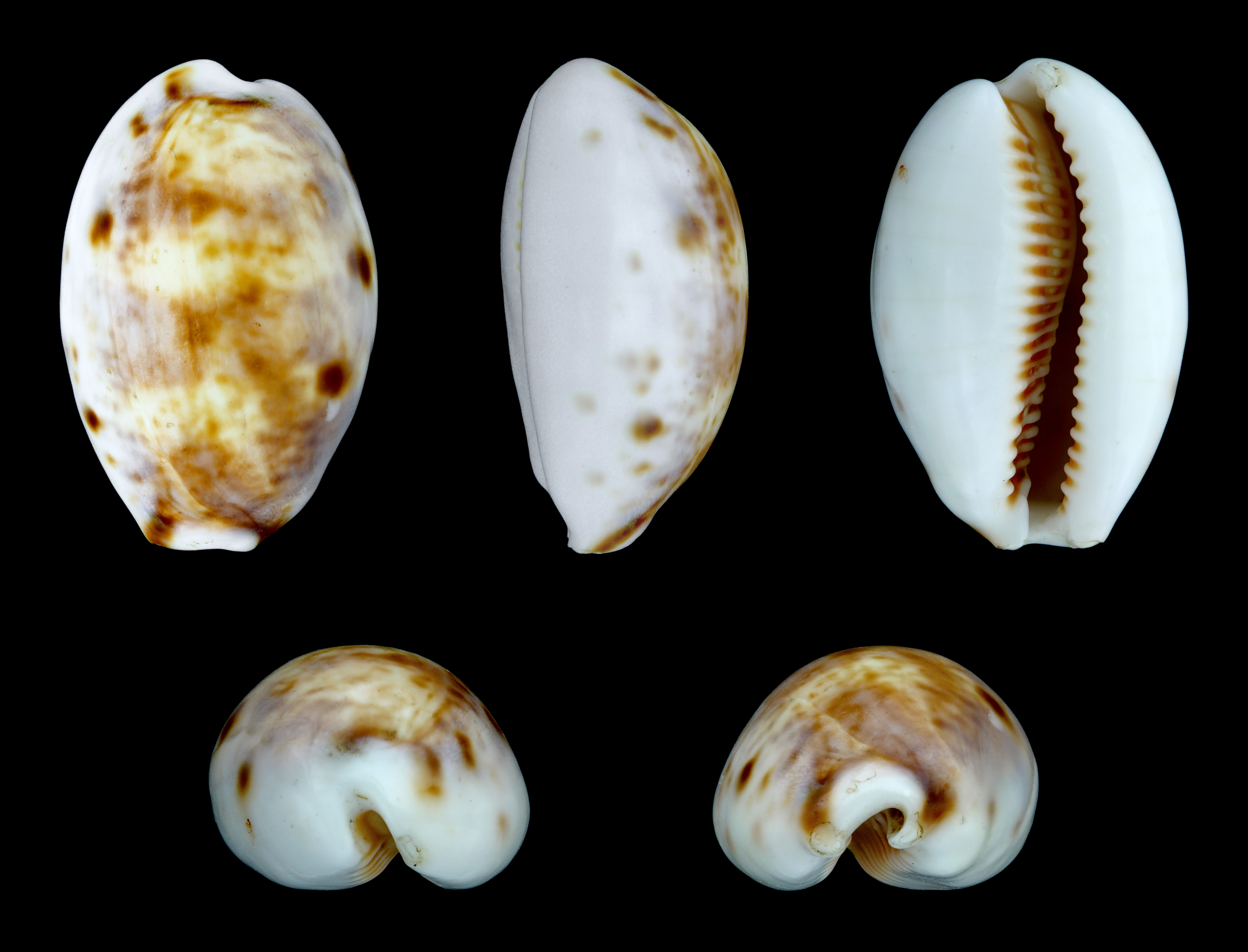
Lyncina lynx

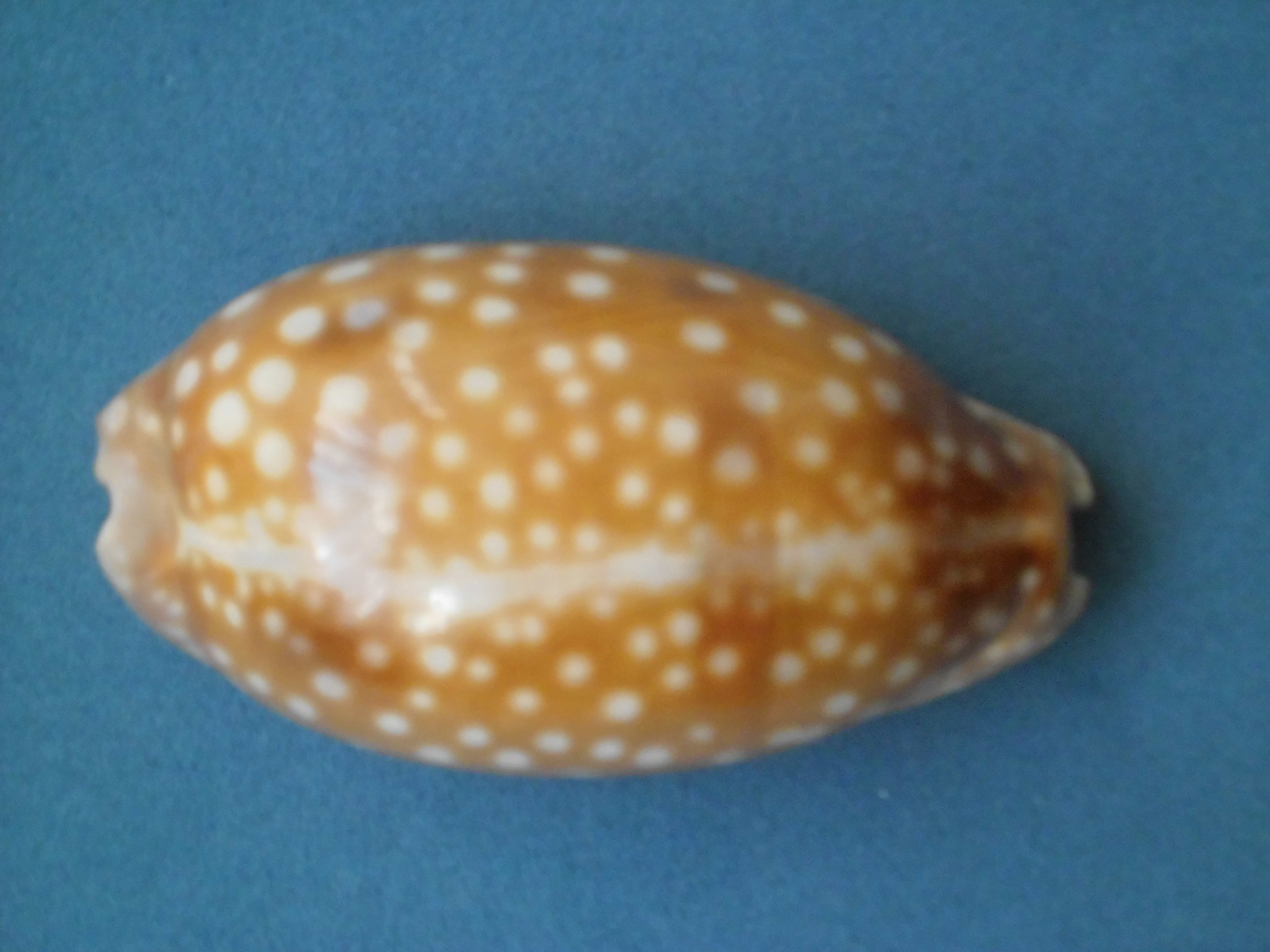
Macrocypraea zebra

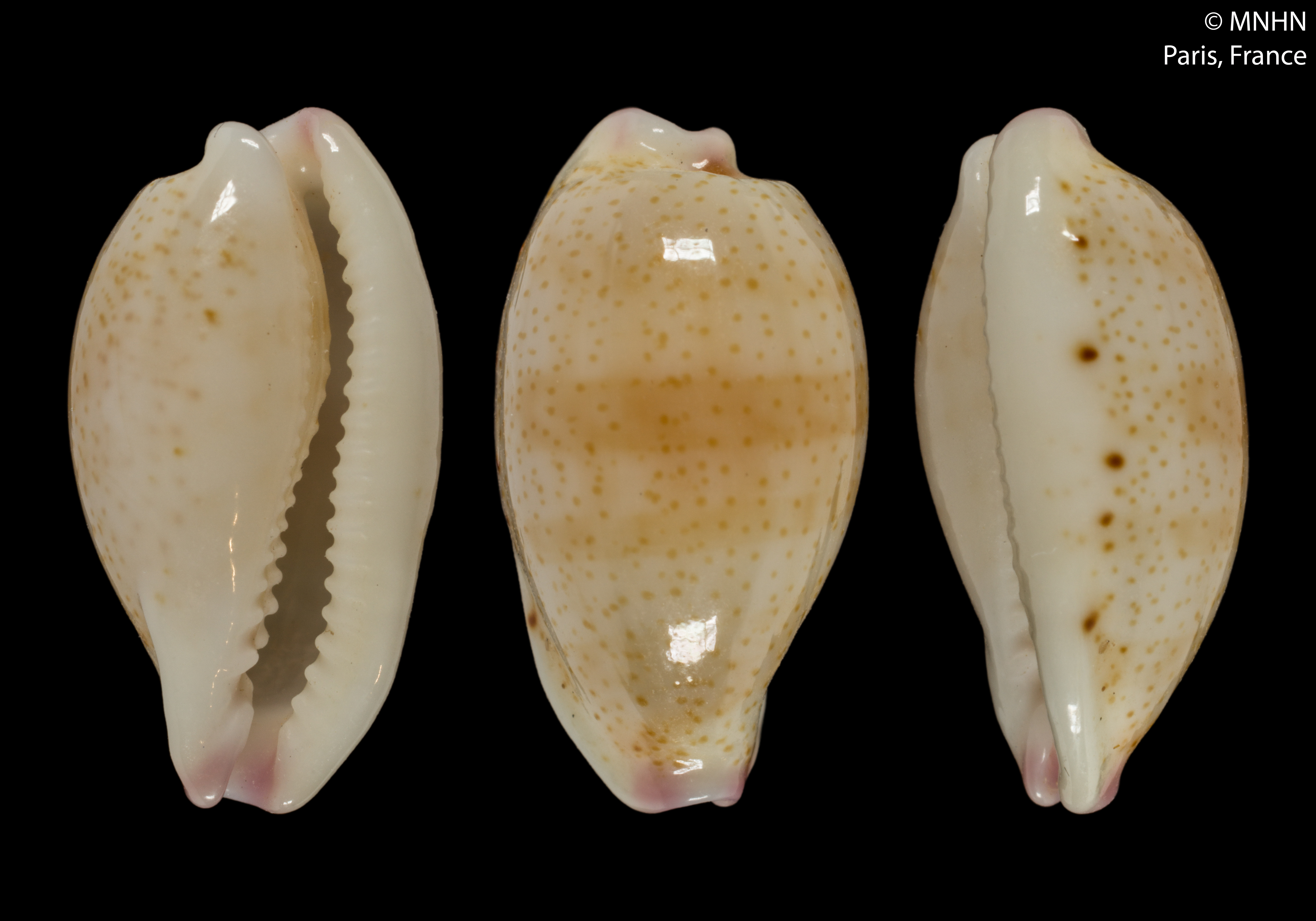
Purpuradusta minoridens

  - Genere Schilderia Tomlin, 1930 Linnaeus, 1758
  - Genere Talostolida Schilder, 1939
  - Genere Trona Jousseaume, 1884
  - Genere Zoila Jousseaume, 1884
  - Genere † Zonarina Sacco, 1894

### Alcune specie
La specie più nota e specie tipo della famiglia: Cypraea tigris L., 1758, è diffusa in quasi tutto l'Indo-Pacifico e varia nelle dimensioni medie intorno agli 80–100 mm. È estremamente variabile anche sotto il profilo cromatico, con estremi di colore bianco, nero, giallo e rosso rugginoso.
Altre specie sono molto piccole, inferiori al centimetro, ed altre (come alcune fossili e l'attuale Macrocypraea cervus) superano abbondantemente i 15 centimetri.
Altre specie particolarmente note sono Mauritia mappa, Naria erosa e Monetaria moneta, lungamente impiegate come denaro ed amuleto: infatti, la "Ciprea Moneta" (Monetaria Moneta) e la "Ciprea Inanellata" (Monetaria Annulus), erano usate in tempi passati come moneta per gli scambi da molte popolazioni di Africa, Asia e delle Isole del Pacifico e vennero introdotte anche tra i nativi americani dai coloni europei, che le barattavano in cambio di prodotti come le pellicce. Esemplari di queste conchiglie sono stati anche ritrovati negli scavi archeologici compiuti negli anni 1845-1851 da Sir Austen Henry Layard nella città assira di Nimrud.
In Mediterraneo, oltre alla citata L. lurida, vivono Naria spurca, Zonaria pyrum e Schilderia achatidea.

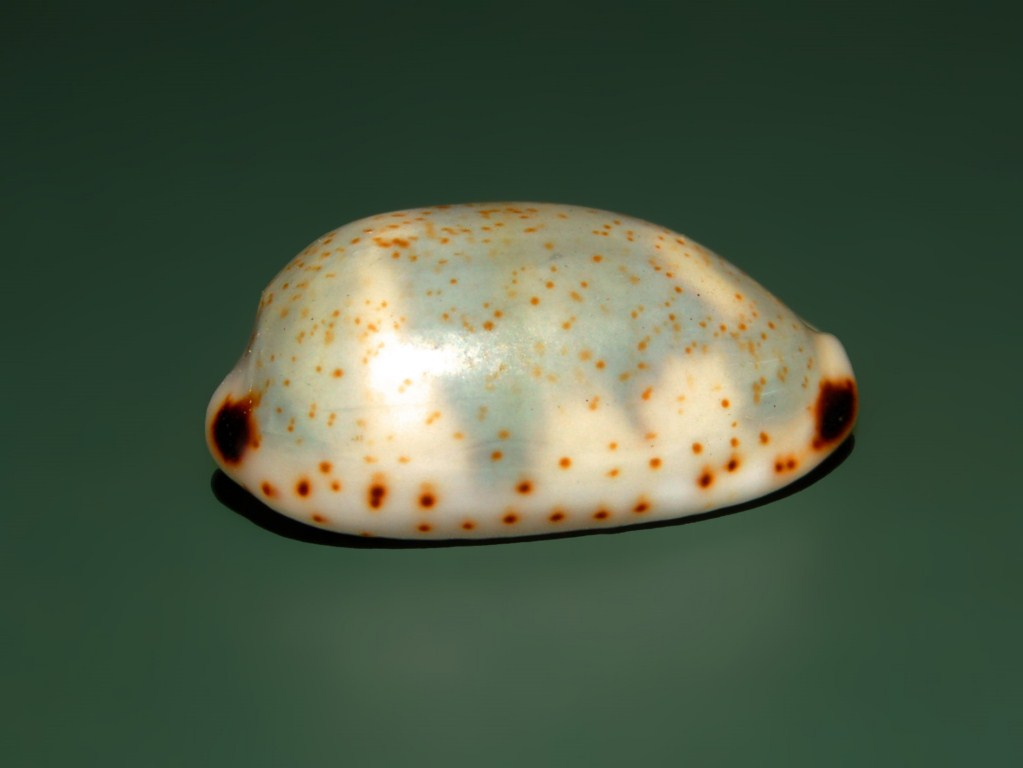
Bistolida kieneri
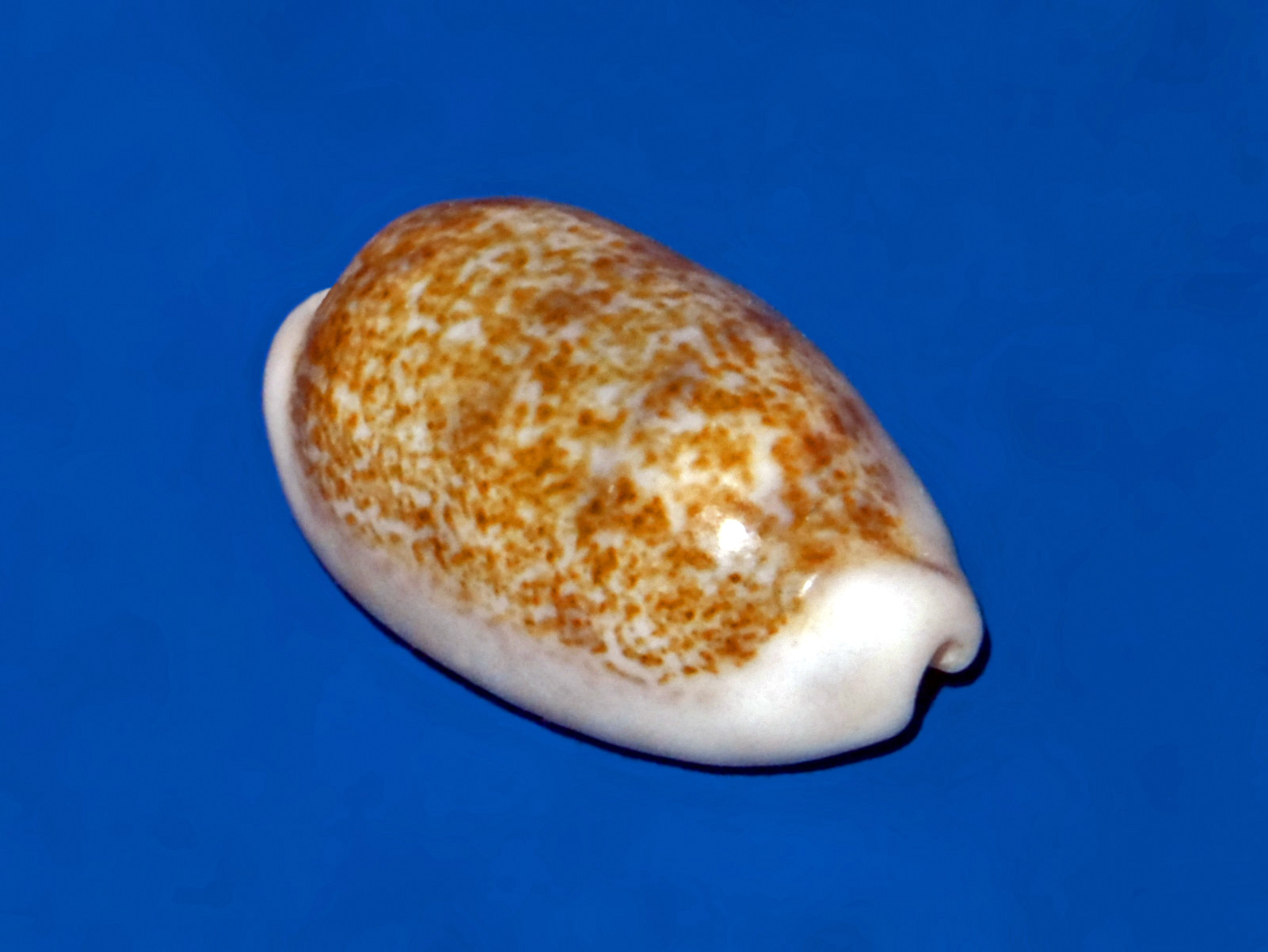
Blasicrura pallidula
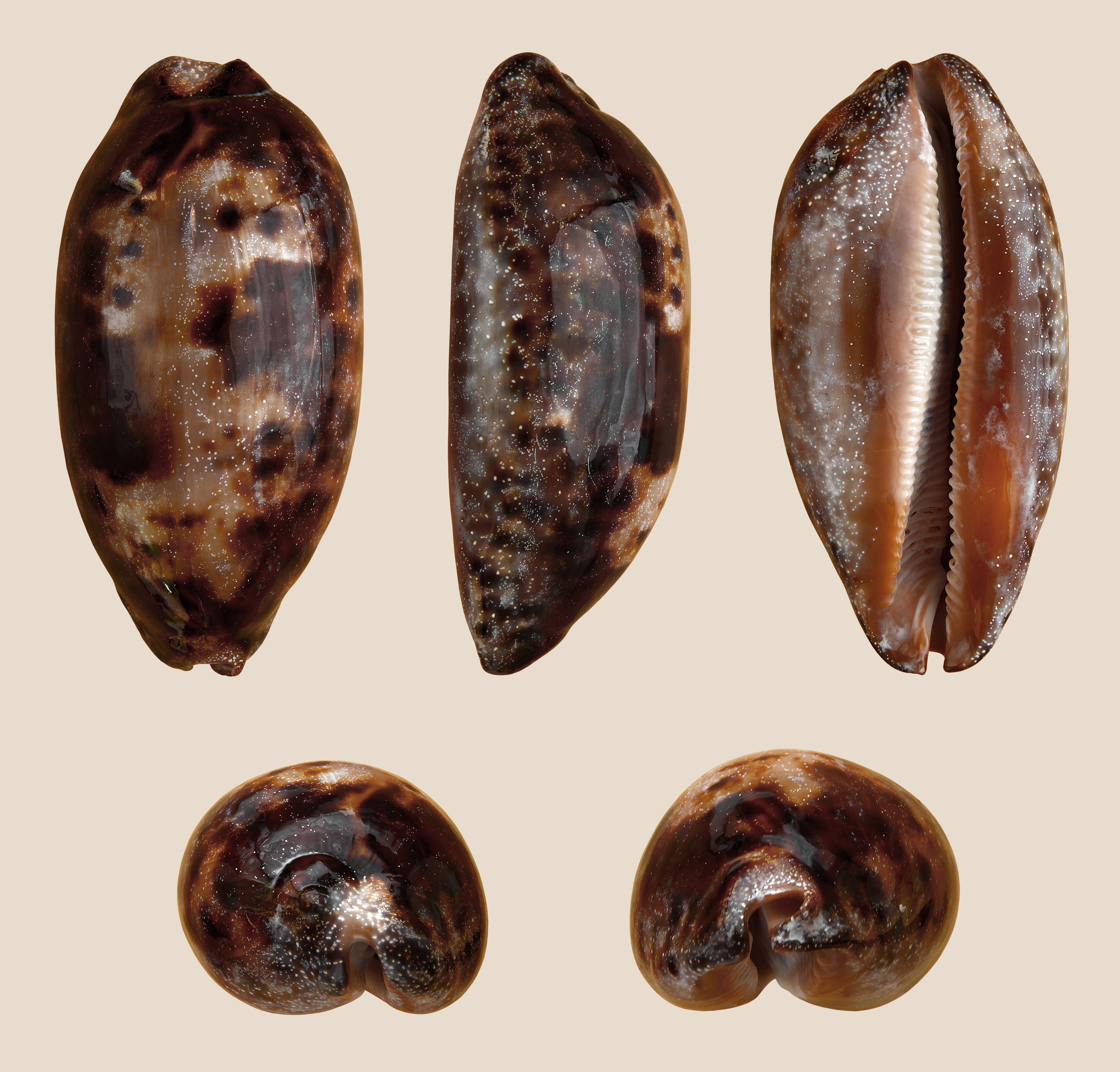
Chelycypraea testudinaria
Cypraea tigris
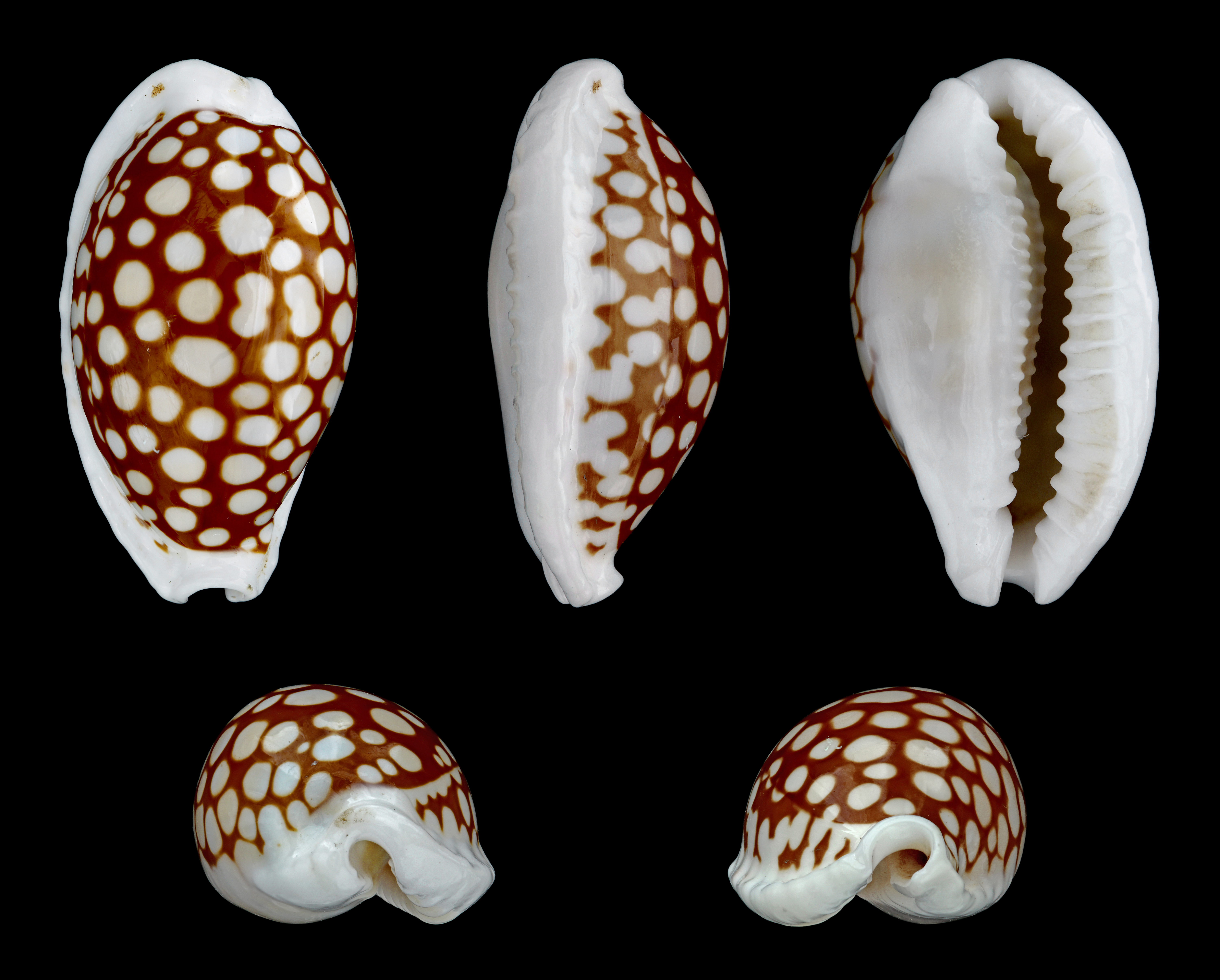
Cribrarula cribraria
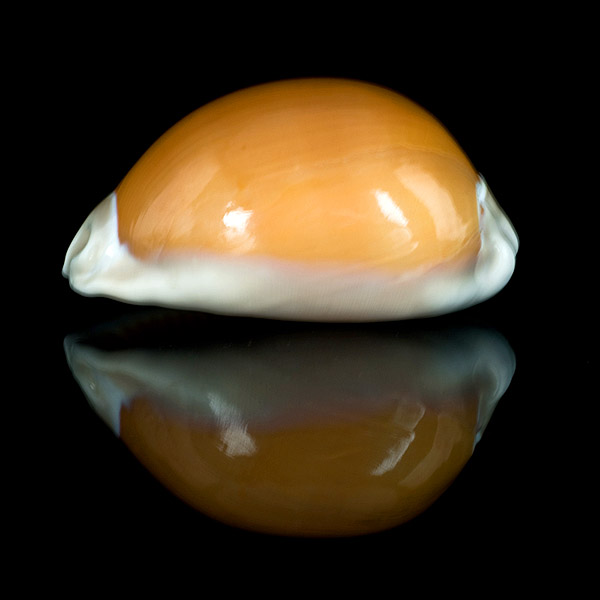
Cypraeida lyncina
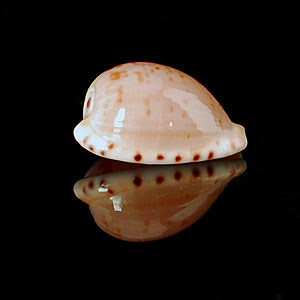
Cypraeovula edentula
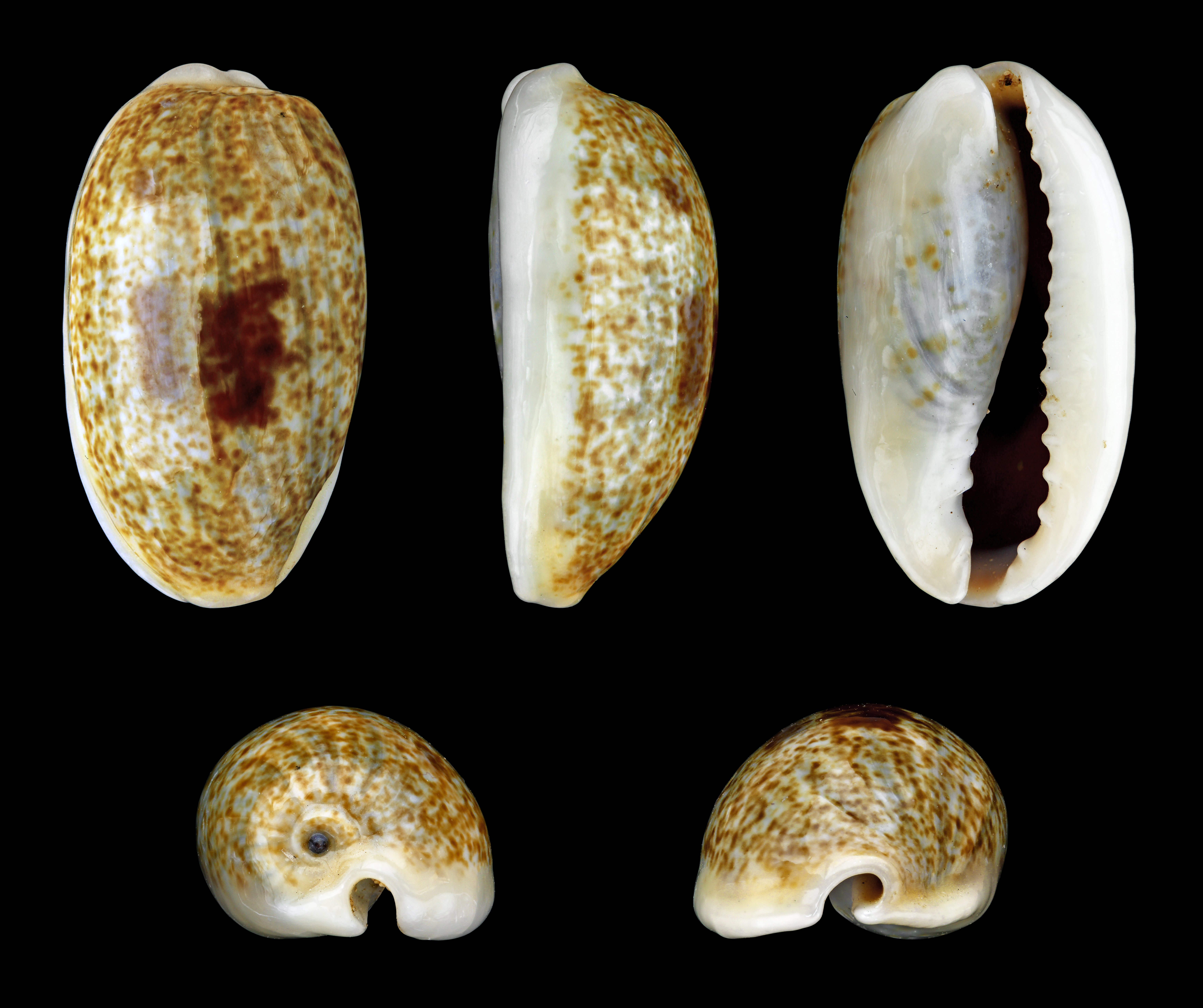
Erronea errones
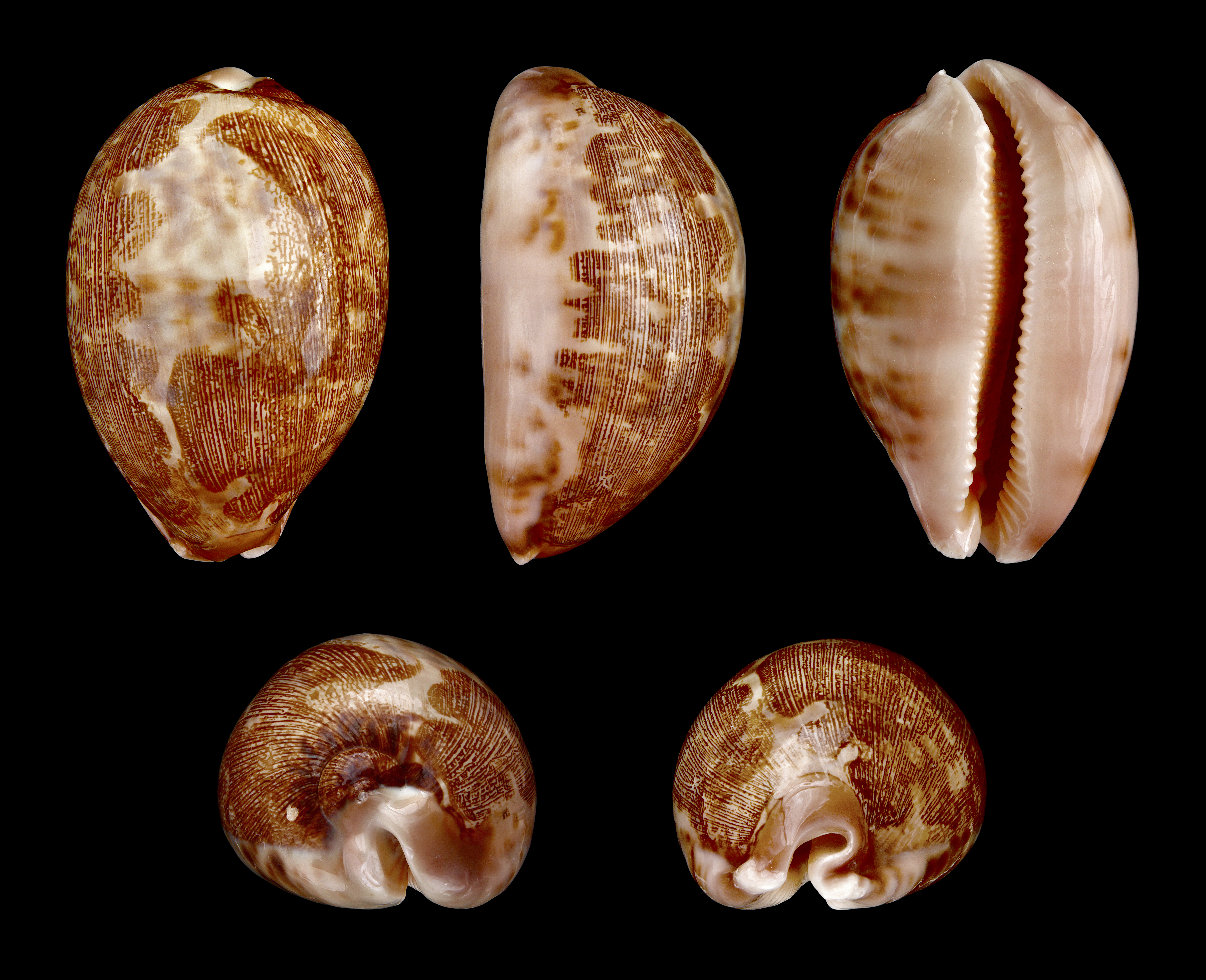
Leporicypraea mappa
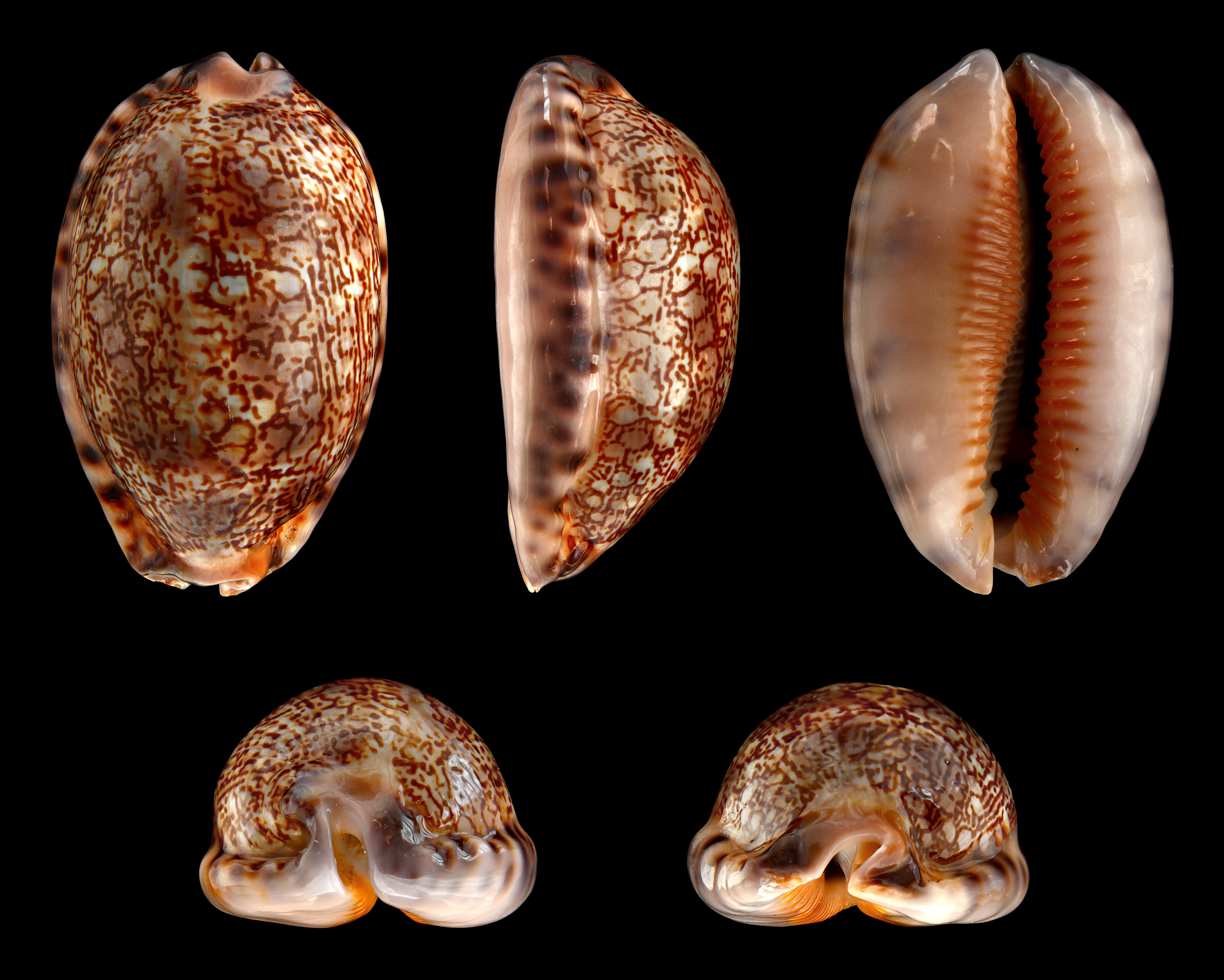
Mauritia arabica
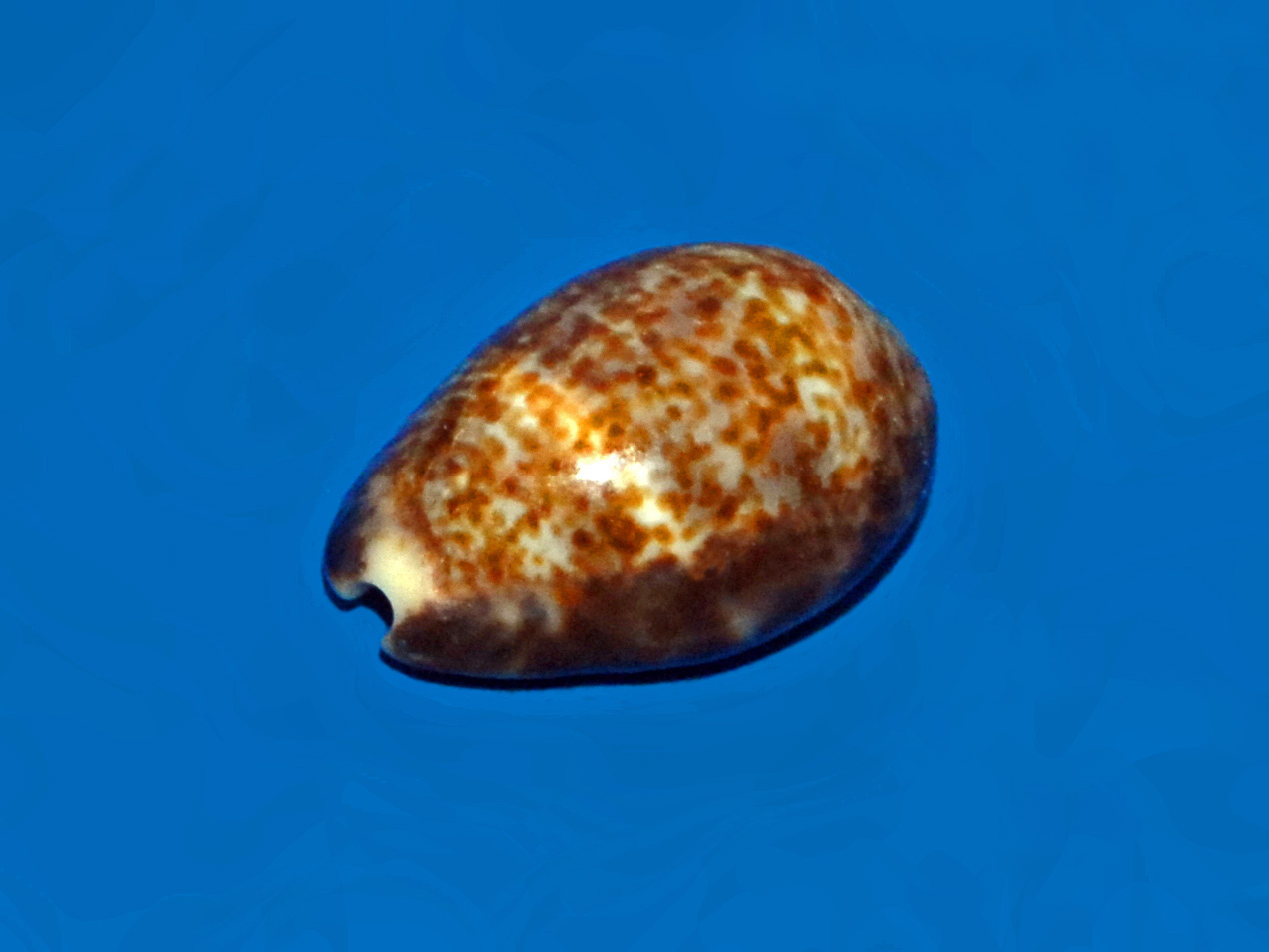
Melicerona felina
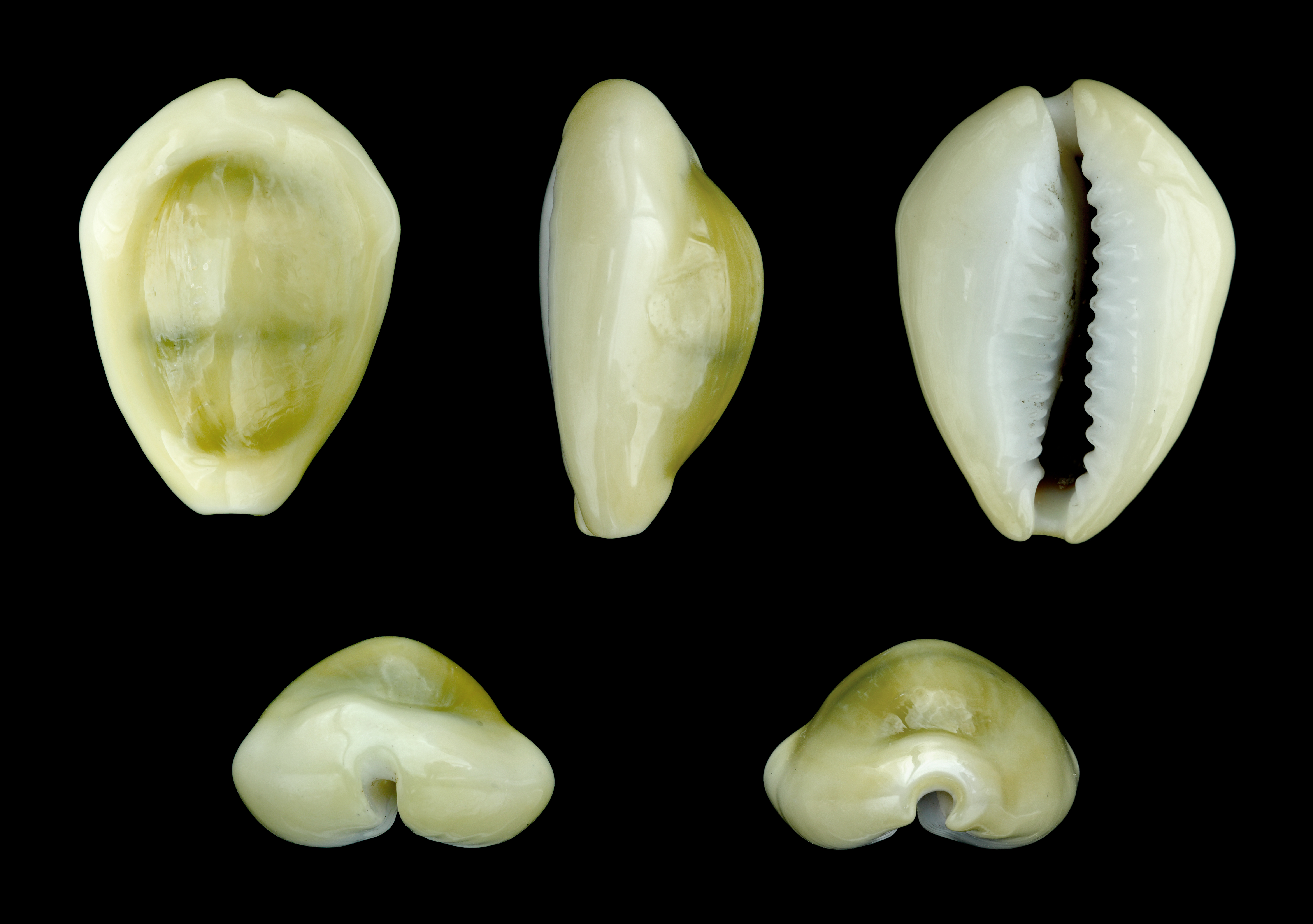
Monetaria moneta
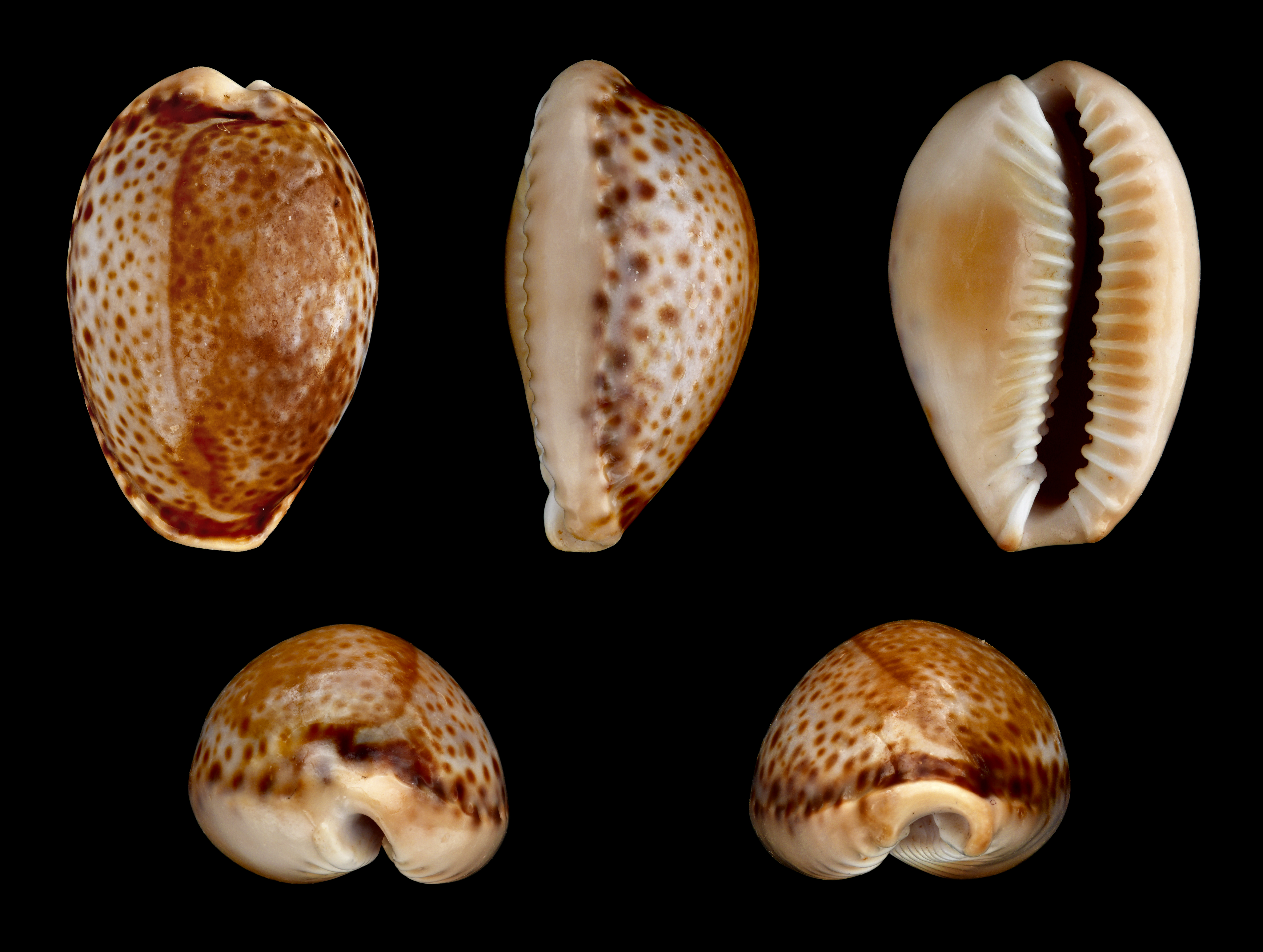
Naria spurca
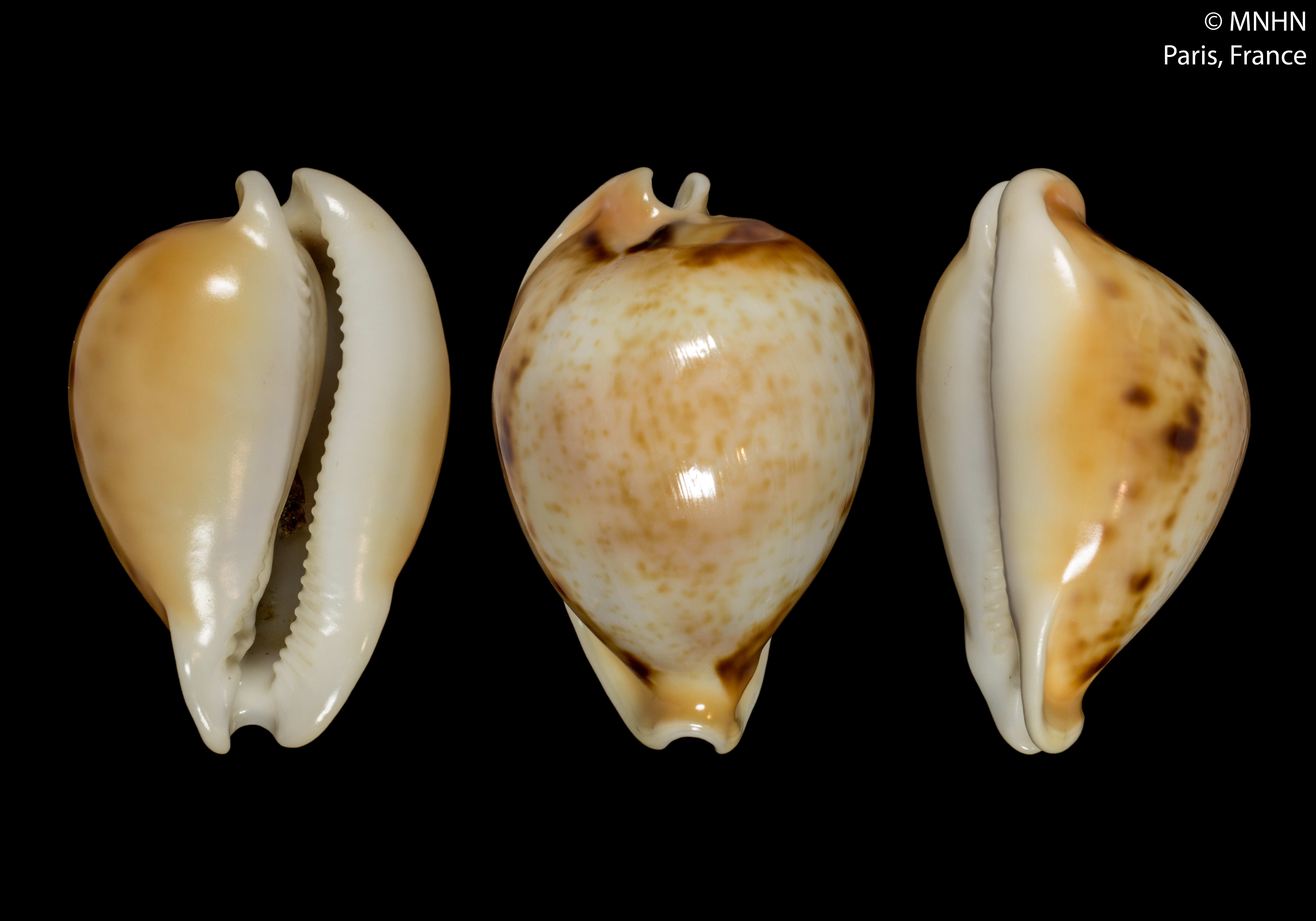
Nesiocypraea teramachii
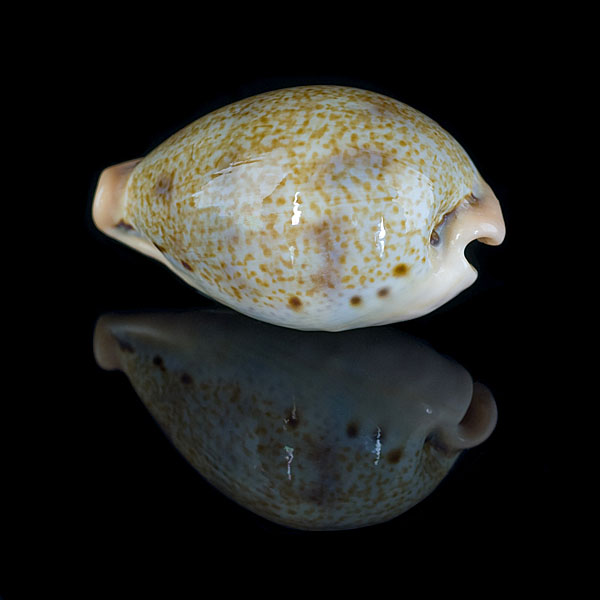
Notadusta hungerfordi
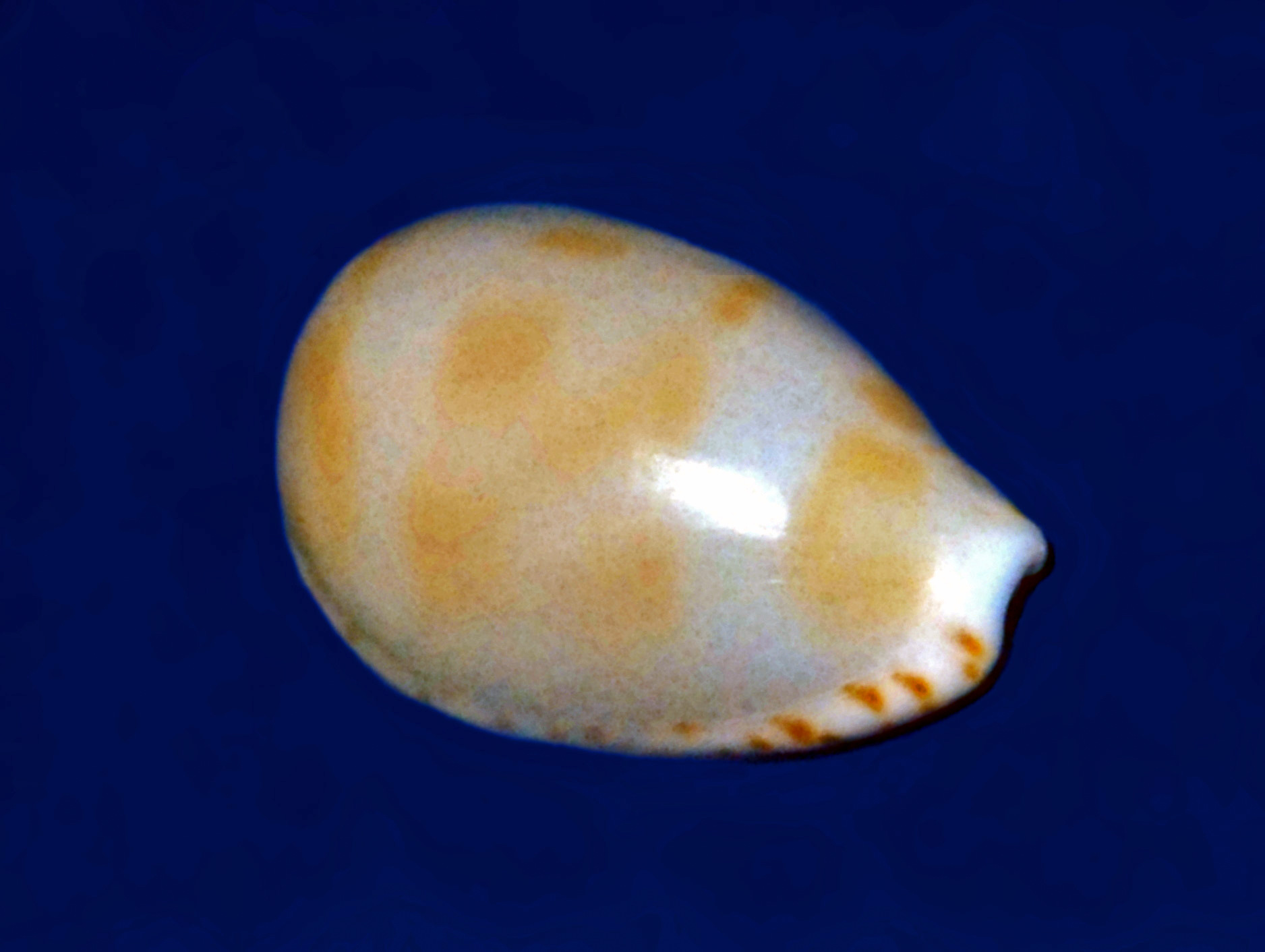
Notocypraea piperita
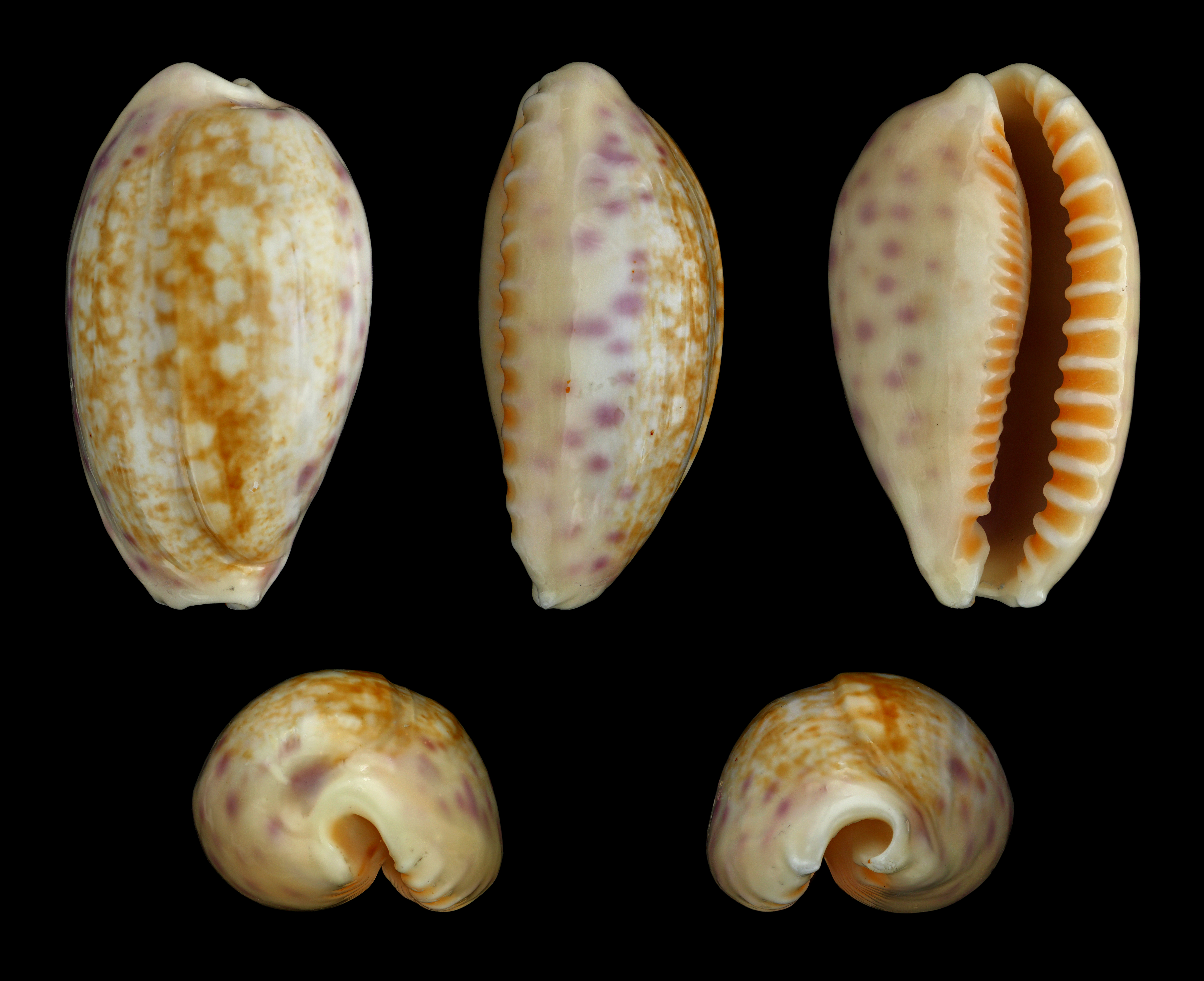
Ovatipsa chinensis
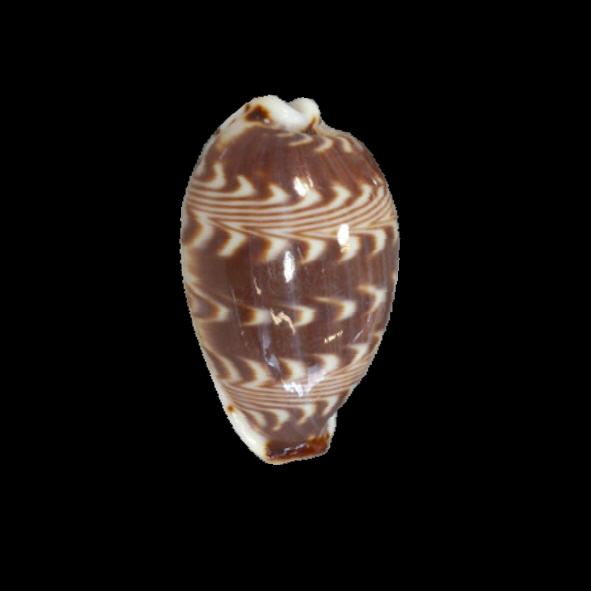
Cypraea diluculum
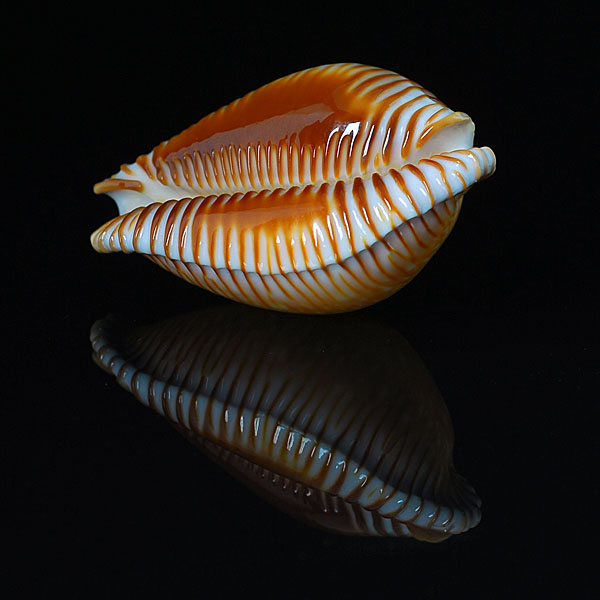
Perisserosa guttata
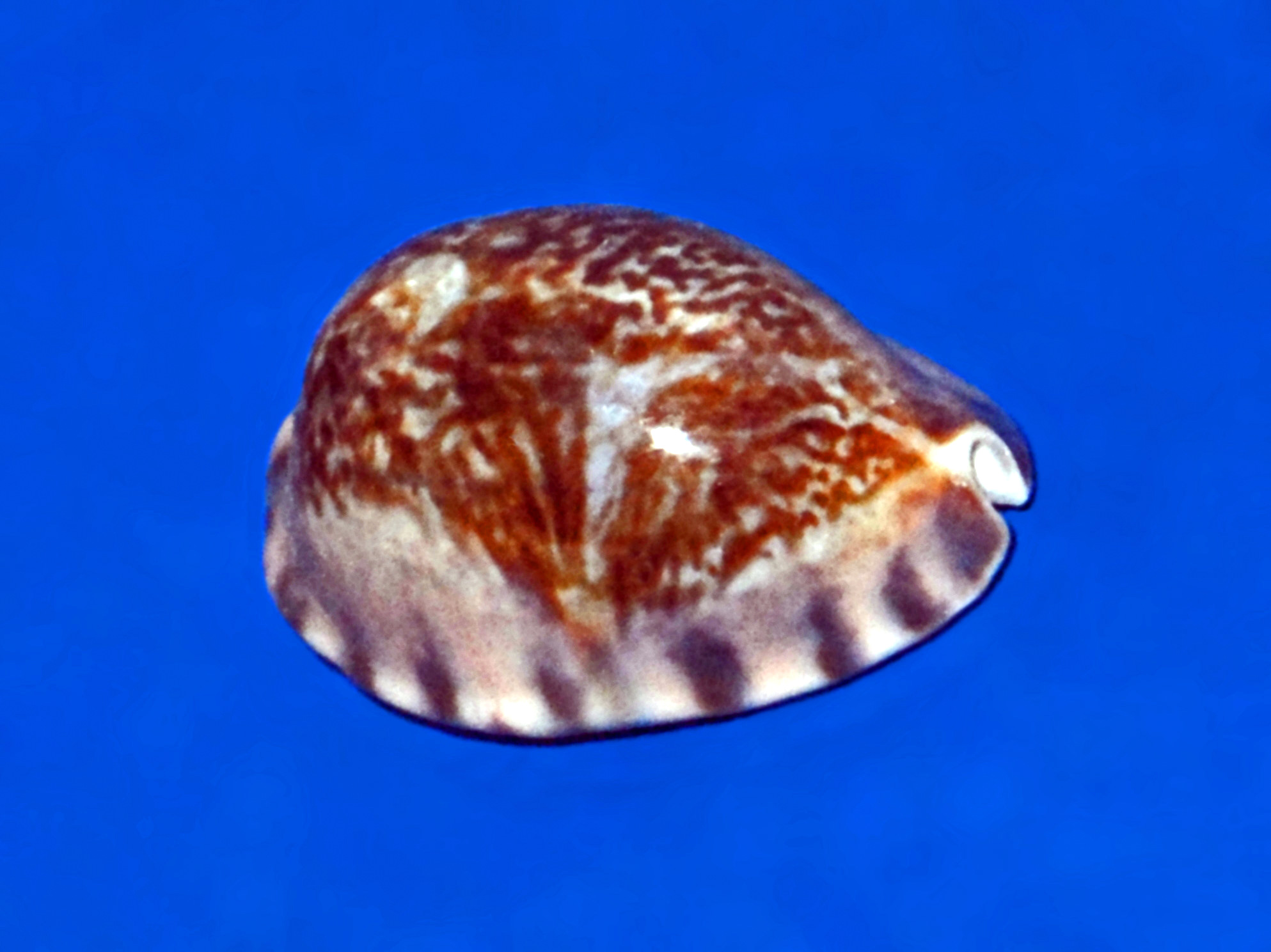
Pseudozonaria arabicula
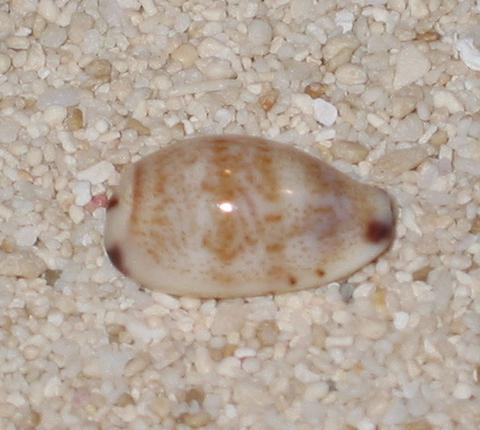
Purpuradusta fimbriata
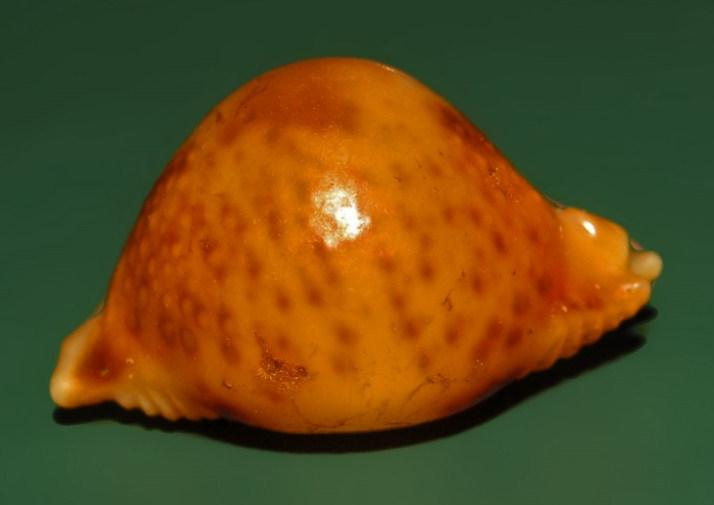
Pustularia bistrinotata
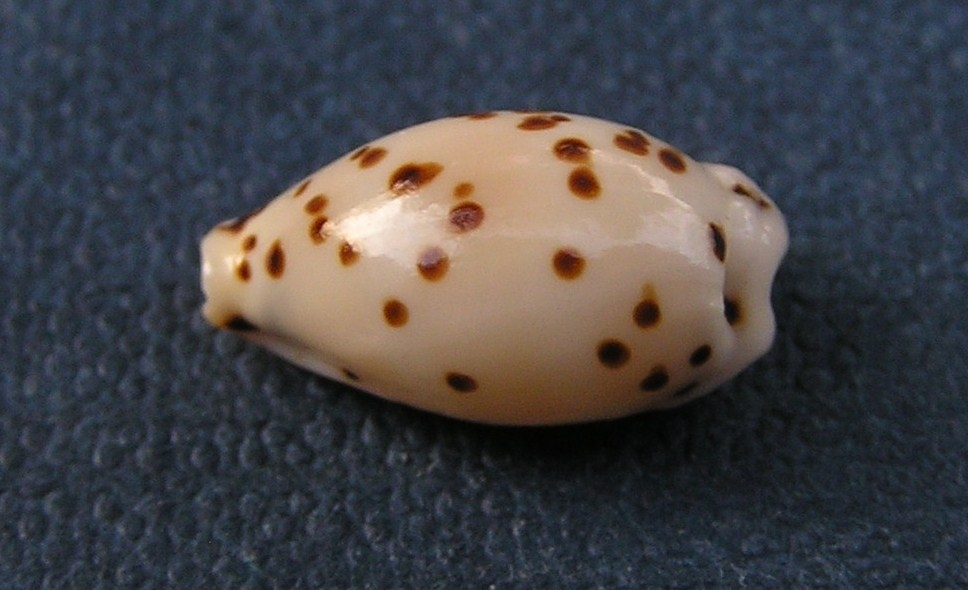
Ransoniella glandina
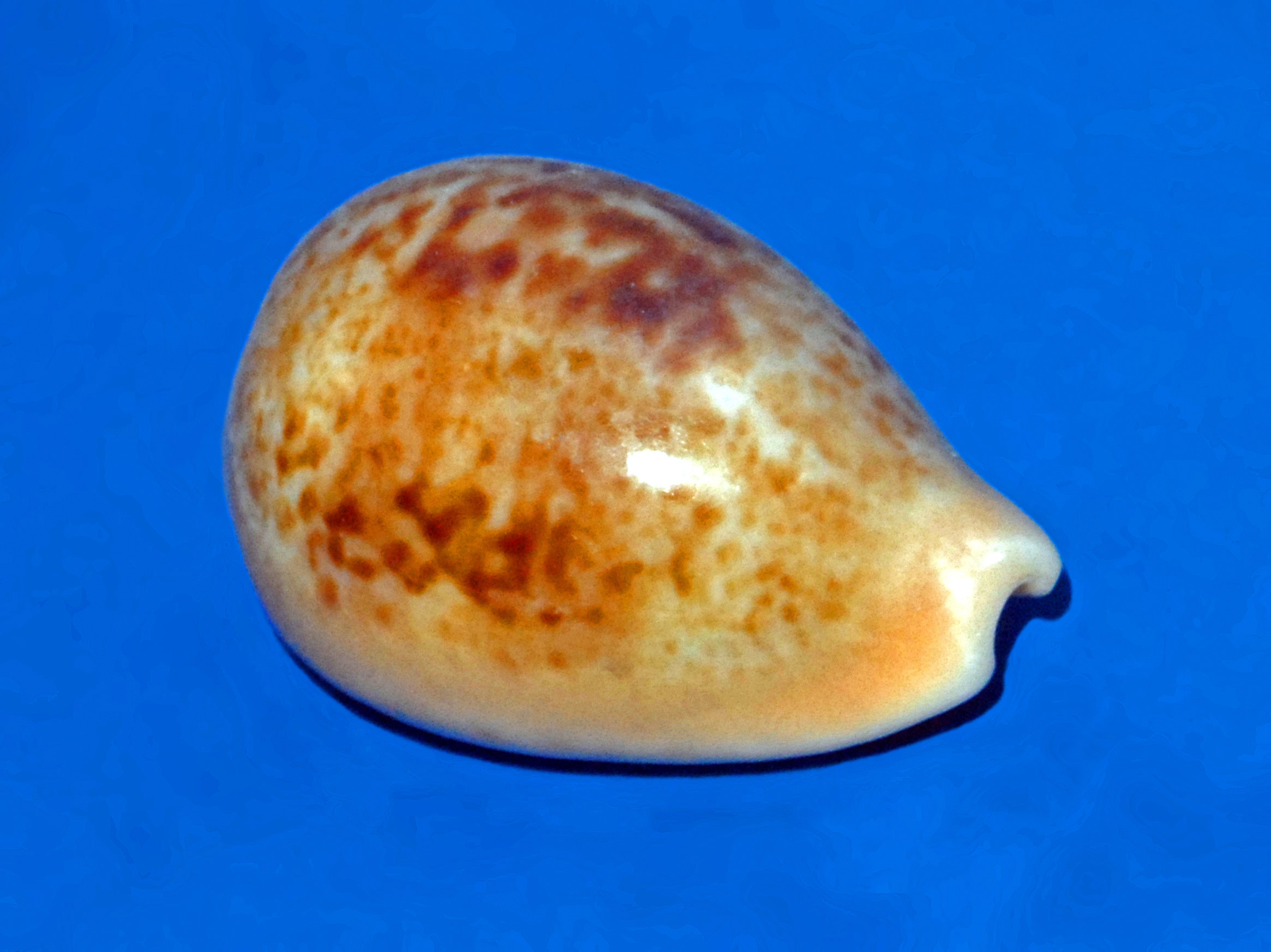
Schilderia achatidea
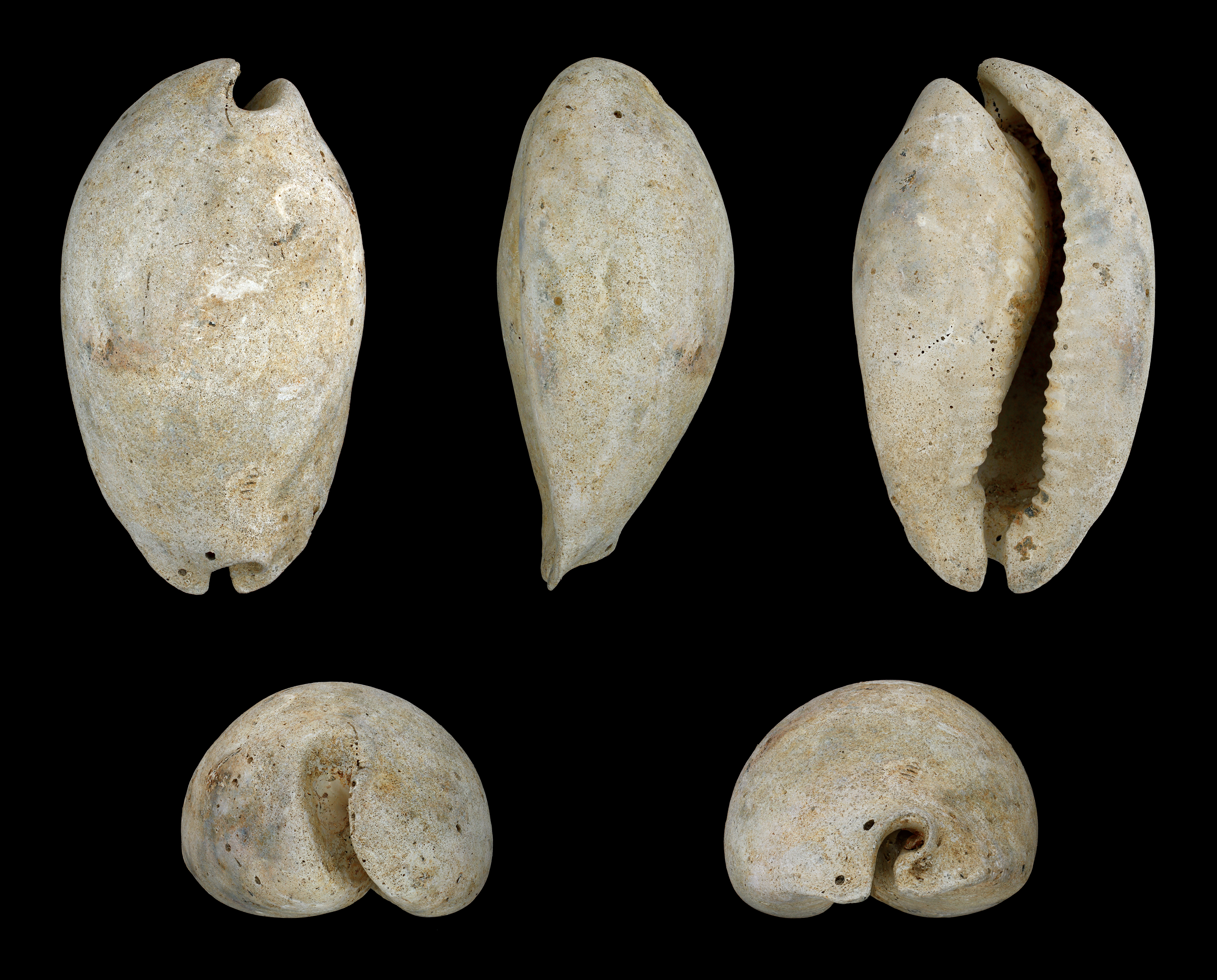
Siphocypraea carolinensis
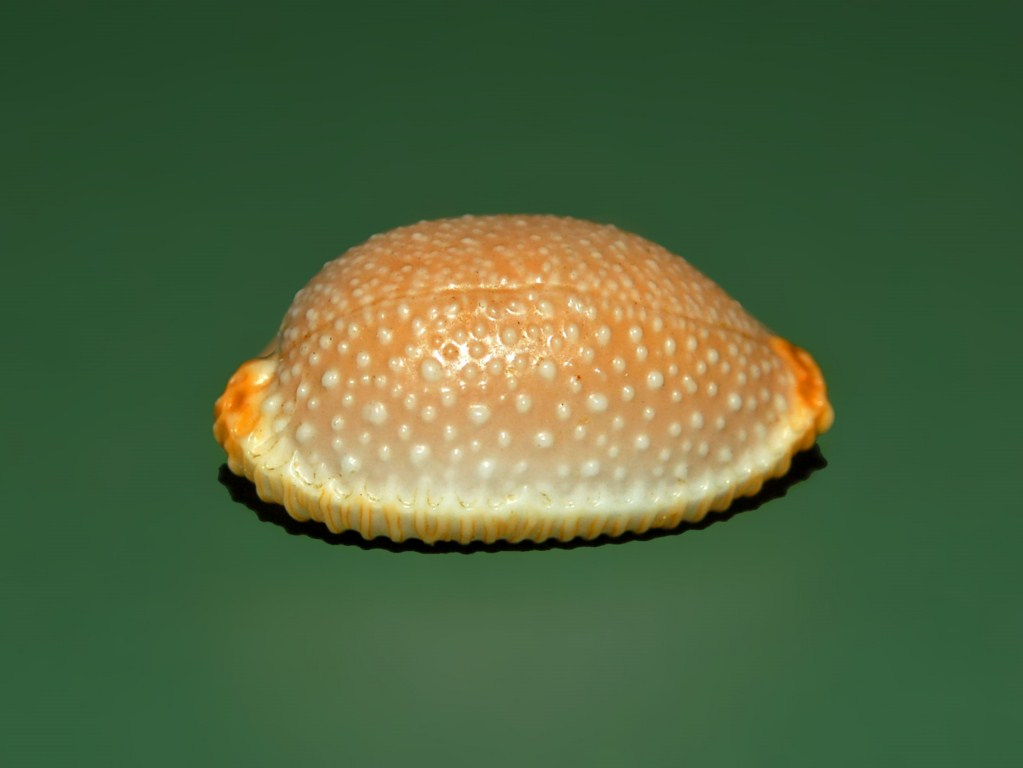
Staphylaea nucleus
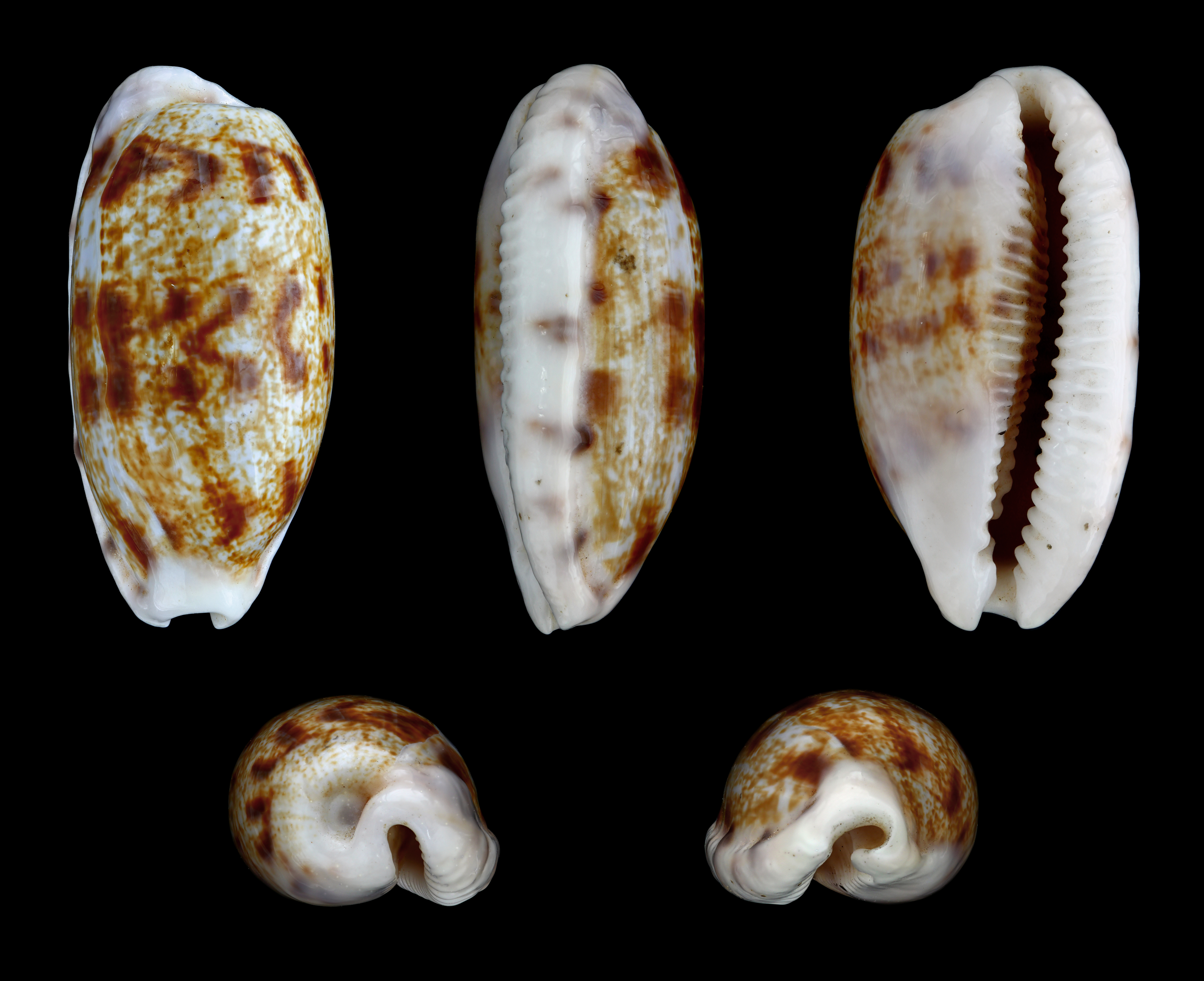
Talostolida teres
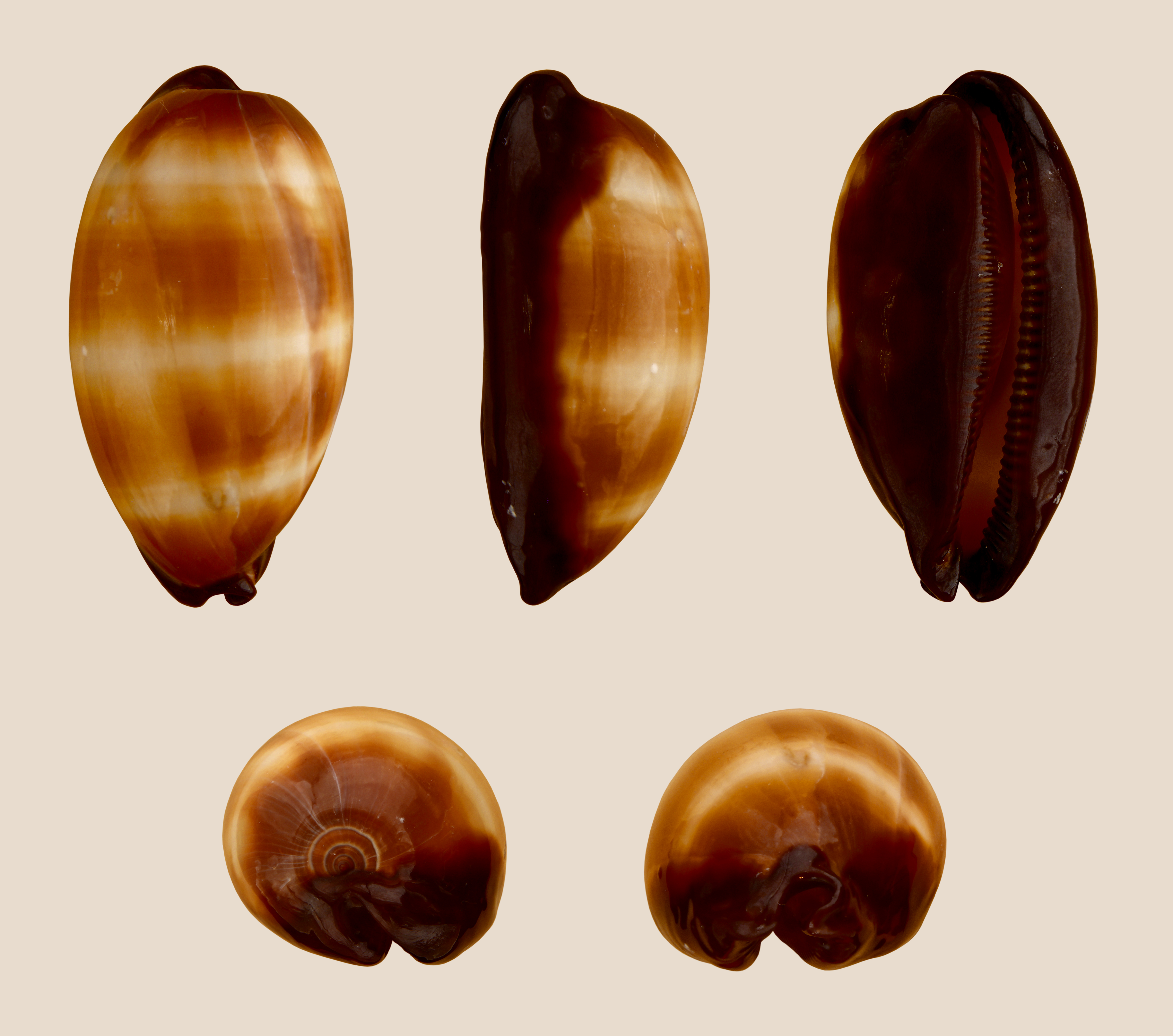
Talparia talpa
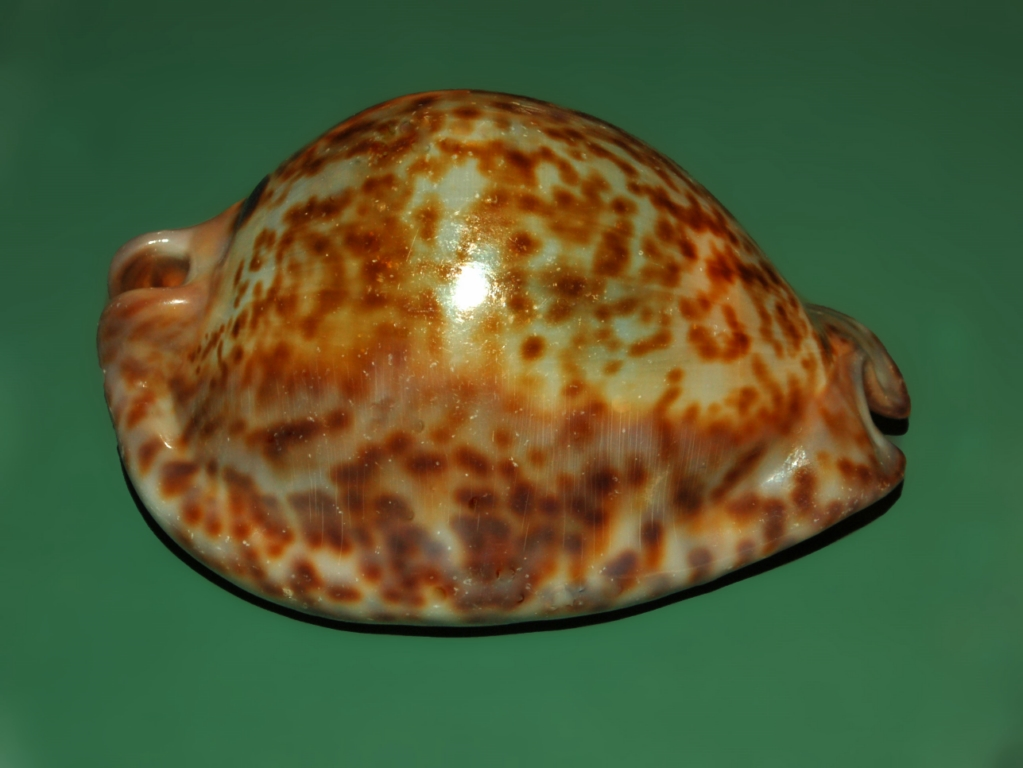
Trona stercoraria
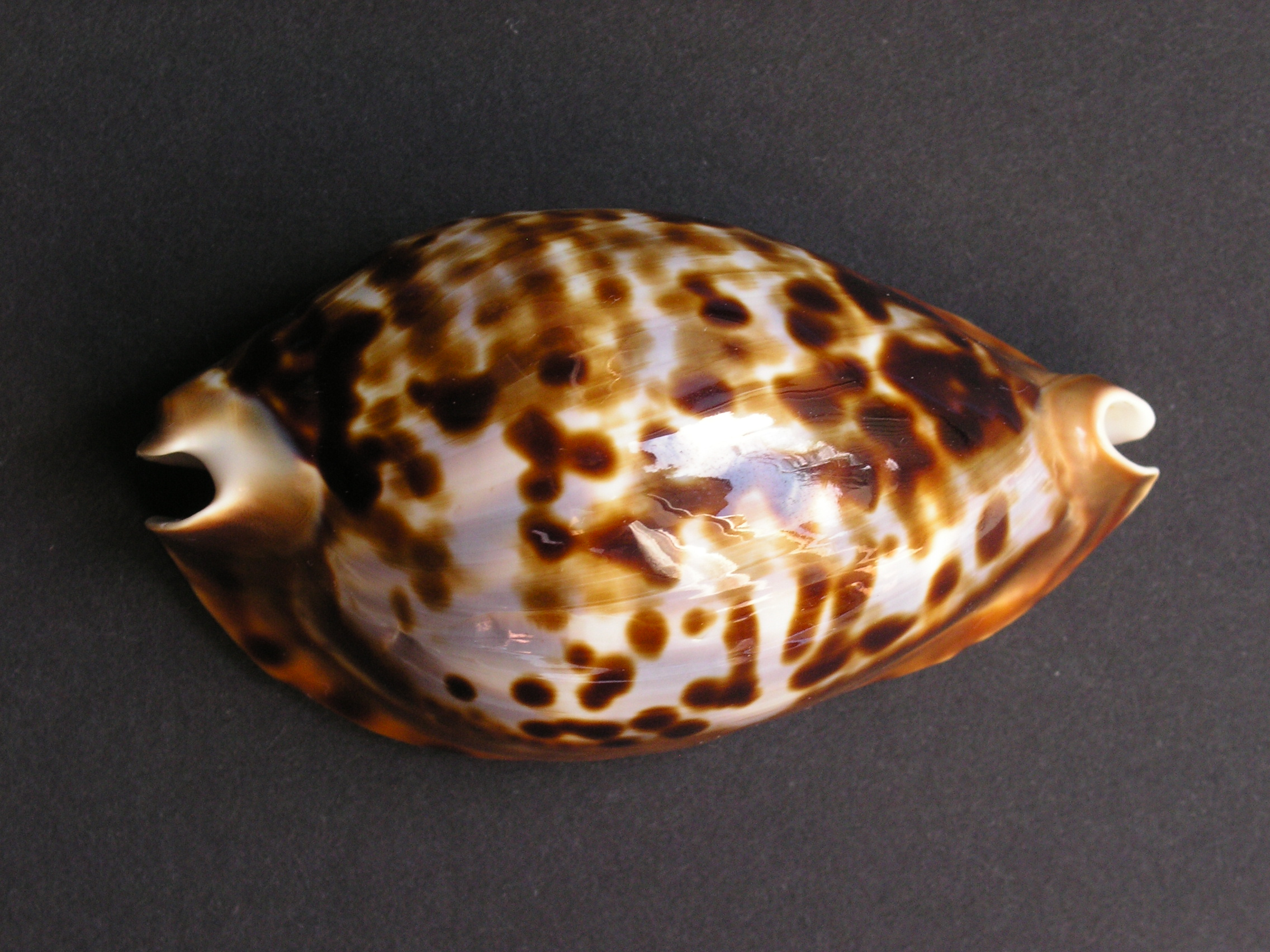
Zoila friendii